# Llista d'asteroides (456001-457000)
Llista d'asteroides del 456.001 al 457.000, amb data de descoberta i descobridor. És un fragment de la llista d'asteroides completa. Als asteroides se'ls dona un número quan es confirma la seva òrbita, per tant apareixen llistats aproximadament segons la data de descobriment.

## 456001–456100
| Nom    | Designació provisional | Data de descobriment   | Lloc de descobriment | Descobridor/s     |
| ------ | ---------------------- | ---------------------- | -------------------- | ----------------- |
| 456001 | 2005 XF109             | 22 de novembre de 2005 | Kitt Peak            | Spacewatch        |
| 456002 | 2005 YZ5               | 4 de desembre de 2005  | Kitt Peak            | Spacewatch        |
| 456003 | 2005 YV6               | 4 de desembre de 2005  | Kitt Peak            | Spacewatch        |
| 456004 | 2005 YM20              | 24 de desembre de 2005 | Kitt Peak            | Spacewatch        |
| 456005 | 2005 YR21              | 24 de desembre de 2005 | Kitt Peak            | Spacewatch        |
| 456006 | 2005 YC23              | 24 de desembre de 2005 | Kitt Peak            | Spacewatch        |
| 456007 | 2005 YE45              | 25 de desembre de 2005 | Kitt Peak            | Spacewatch        |
| 456008 | 2005 YG45              | 26 de novembre de 2005 | Mount Lemmon         | Mt. Lemmon Survey |
| 456009 | 2005 YQ51              | 1 de desembre de 2005  | Mount Lemmon         | Mt. Lemmon Survey |
| 456010 | 2005 YS58              | 24 de desembre de 2005 | Kitt Peak            | Spacewatch        |
| 456011 | 2005 YX65              | 25 de desembre de 2005 | Kitt Peak            | Spacewatch        |
| 456012 | 2005 YT68              | 26 de desembre de 2005 | Kitt Peak            | Spacewatch        |
| 456013 | 2005 YX68              | 26 de desembre de 2005 | Kitt Peak            | Spacewatch        |
| 456014 | 2005 YS69              | 26 de desembre de 2005 | Kitt Peak            | Spacewatch        |
| 456015 | 2005 YT73              | 8 de desembre de 2005  | Kitt Peak            | Spacewatch        |
| 456016 | 2005 YC77              | 24 de desembre de 2005 | Kitt Peak            | Spacewatch        |
| 456017 | 2005 YO81              | 24 de desembre de 2005 | Kitt Peak            | Spacewatch        |
| 456018 | 2005 YY81              | 25 de novembre de 2005 | Mount Lemmon         | Mt. Lemmon Survey |
| 456019 | 2005 YM83              | 24 de desembre de 2005 | Kitt Peak            | Spacewatch        |
| 456020 | 2005 YU83              | 24 de desembre de 2005 | Kitt Peak            | Spacewatch        |
| 456021 | 2005 YY84              | 25 de desembre de 2005 | Kitt Peak            | Spacewatch        |
| 456022 | 2005 YW86              | 25 de desembre de 2005 | Mount Lemmon         | Mt. Lemmon Survey |
| 456023 | 2005 YB88              | 25 de desembre de 2005 | Mount Lemmon         | Mt. Lemmon Survey |
| 456024 | 2005 YN93              | 26 de desembre de 2005 | Kitt Peak            | Spacewatch        |
| 456025 | 2005 YQ94              | 30 de novembre de 2005 | Socorro              | LINEAR            |
| 456026 | 2005 YN102             | 25 de desembre de 2005 | Kitt Peak            | Spacewatch        |
| 456027 | 2005 YY104             | 2 de desembre de 2005  | Mount Lemmon         | Mt. Lemmon Survey |
| 456028 | 2005 YZ104             | 2 de desembre de 2005  | Mount Lemmon         | Mt. Lemmon Survey |
| 456029 | 2005 YA114             | 25 de desembre de 2005 | Kitt Peak            | Spacewatch        |
| 456030 | 2005 YP114             | 25 de desembre de 2005 | Kitt Peak            | Spacewatch        |
| 456031 | 2005 YV114             | 25 de desembre de 2005 | Kitt Peak            | Spacewatch        |
| 456032 | 2005 YY115             | 25 de desembre de 2005 | Kitt Peak            | Spacewatch        |
| 456033 | 2005 YZ115             | 25 de desembre de 2005 | Kitt Peak            | Spacewatch        |
| 456034 | 2005 YE132             | 25 de desembre de 2005 | Mount Lemmon         | Mt. Lemmon Survey |
| 456035 | 2005 YX140             | 1 de desembre de 2005  | Mount Lemmon         | Mt. Lemmon Survey |
| 456036 | 2005 YW154             | 29 de desembre de 2005 | Kitt Peak            | Spacewatch        |
| 456037 | 2005 YB158             | 27 de desembre de 2005 | Kitt Peak            | Spacewatch        |
| 456038 | 2005 YH164             | 21 de desembre de 2005 | Kitt Peak            | Spacewatch        |
| 456039 | 2005 YL166             | 1 de desembre de 2005  | Mount Lemmon         | Mt. Lemmon Survey |
| 456040 | 2005 YU176             | 22 de desembre de 2005 | Kitt Peak            | Spacewatch        |
| 456041 | 2005 YE180             | 27 de desembre de 2005 | Kitt Peak            | Spacewatch        |
| 456042 | 2005 YF200             | 26 de desembre de 2005 | Kitt Peak            | Spacewatch        |
| 456043 | 2005 YC205             | 26 de desembre de 2005 | Mount Lemmon         | Mt. Lemmon Survey |
| 456044 | 2005 YP215             | 6 de novembre de 2005  | Mount Lemmon         | Mt. Lemmon Survey |
| 456045 | 2005 YA216             | 24 de desembre de 2005 | Kitt Peak            | Spacewatch        |
| 456046 | 2005 YT216             | 29 de desembre de 2005 | Mount Lemmon         | Mt. Lemmon Survey |
| 456047 | 2005 YS239             | 29 de desembre de 2005 | Kitt Peak            | Spacewatch        |
| 456048 | 2005 YX264             | 25 de desembre de 2005 | Kitt Peak            | Spacewatch        |
| 456049 | 2005 YB266             | 27 de desembre de 2005 | Kitt Peak            | Spacewatch        |
| 456050 | 2005 YR267             | 25 de desembre de 2005 | Mount Lemmon         | Mt. Lemmon Survey |
| 456051 | 2006 AW                | 5 de gener de 2006     | Catalina             | CSS               |
| 456052 | 2006 AS14              | 6 de desembre de 2005  | Mount Lemmon         | Mt. Lemmon Survey |
| 456053 | 2006 AY22              | 4 de gener de 2006     | Kitt Peak            | Spacewatch        |
| 456054 | 2006 AA24              | 4 de gener de 2006     | Catalina             | CSS               |
| 456055 | 2006 AG30              | 2 de gener de 2006     | Mount Lemmon         | Mt. Lemmon Survey |
| 456056 | 2006 AW35              | 22 de desembre de 2005 | Kitt Peak            | Spacewatch        |
| 456057 | 2006 AF37              | 4 de gener de 2006     | Kitt Peak            | Spacewatch        |
| 456058 | 2006 AB38              | 5 de gener de 2006     | Mount Lemmon         | Mt. Lemmon Survey |
| 456059 | 2006 AV38              | 25 de desembre de 2005 | Mount Lemmon         | Mt. Lemmon Survey |
| 456060 | 2006 AZ46              | 25 de desembre de 2005 | Kitt Peak            | Spacewatch        |
| 456061 | 2006 AY53              | 5 de gener de 2006     | Kitt Peak            | Spacewatch        |
| 456062 | 2006 AK58              | 30 de novembre de 2005 | Mount Lemmon         | Mt. Lemmon Survey |
| 456063 | 2006 AA60              | 5 de gener de 2006     | Kitt Peak            | Spacewatch        |
| 456064 | 2006 AT61              | 28 de desembre de 2005 | Kitt Peak            | Spacewatch        |
| 456065 | 2006 AX63              | 4 de desembre de 2005  | Mount Lemmon         | Mt. Lemmon Survey |
| 456066 | 2006 AH65              | 8 de gener de 2006     | Kitt Peak            | Spacewatch        |
| 456067 | 2006 AF70              | 6 de gener de 2006     | Kitt Peak            | Spacewatch        |
| 456068 | 2006 AS74              | 7 de gener de 2006     | Socorro              | LINEAR            |
| 456069 | 2006 AR80              | 6 de gener de 2006     | Mount Lemmon         | Mt. Lemmon Survey |
| 456070 | 2006 AV92              | 7 de gener de 2006     | Kitt Peak            | Spacewatch        |
| 456071 | 2006 AF105             | 10 de gener de 2006    | Mount Lemmon         | Mt. Lemmon Survey |
| 456072 | 2006 BC11              | 6 de desembre de 2005  | Mount Lemmon         | Mt. Lemmon Survey |
| 456073 | 2006 BZ17              | 28 d'octubre de 2005   | Mount Lemmon         | Mt. Lemmon Survey |
| 456074 | 2006 BK23              | 6 de gener de 2006     | Mount Lemmon         | Mt. Lemmon Survey |
| 456075 | 2006 BB35              | 8 de gener de 2006     | Kitt Peak            | Spacewatch        |
| 456076 | 2006 BM36              | 23 de gener de 2006    | Kitt Peak            | Spacewatch        |
| 456077 | 2006 BT38              | 24 de gener de 2006    | Kitt Peak            | Spacewatch        |
| 456078 | 2006 BE56              | 23 de gener de 2006    | Mount Lemmon         | Mt. Lemmon Survey |
| 456079 | 2006 BU59              | 12 de novembre de 2005 | Kitt Peak            | Spacewatch        |
| 456080 | 2006 BZ66              | 23 de gener de 2006    | Kitt Peak            | Spacewatch        |
| 456081 | 2006 BA68              | 23 de gener de 2006    | Kitt Peak            | Spacewatch        |
| 456082 | 2006 BF71              | 23 de gener de 2006    | Kitt Peak            | Spacewatch        |
| 456083 | 2006 BT76              | 23 de gener de 2006    | Kitt Peak            | Spacewatch        |
| 456084 | 2006 BW84              | 25 de gener de 2006    | Kitt Peak            | Spacewatch        |
| 456085 | 2006 BF88              | 25 de gener de 2006    | Kitt Peak            | Spacewatch        |
| 456086 | 2006 BK88              | 25 de gener de 2006    | Kitt Peak            | Spacewatch        |
| 456087 | 2006 BF106             | 7 de gener de 2006     | Mount Lemmon         | Mt. Lemmon Survey |
| 456088 | 2006 BL113             | 5 de gener de 2006     | Mount Lemmon         | Mt. Lemmon Survey |
| 456089 | 2006 BM114             | 25 de gener de 2006    | Kitt Peak            | Spacewatch        |
| 456090 | 2006 BR123             | 26 de gener de 2006    | Kitt Peak            | Spacewatch        |
| 456091 | 2006 BE128             | 26 de gener de 2006    | Kitt Peak            | Spacewatch        |
| 456092 | 2006 BD137             | 5 de gener de 2006     | Mount Lemmon         | Mt. Lemmon Survey |
| 456093 | 2006 BM152             | 25 de gener de 2006    | Kitt Peak            | Spacewatch        |
| 456094 | 2006 BH164             | 26 de gener de 2006    | Mount Lemmon         | Mt. Lemmon Survey |
| 456095 | 2006 BO167             | 26 de gener de 2006    | Mount Lemmon         | Mt. Lemmon Survey |
| 456096 | 2006 BC177             | 27 de gener de 2006    | Kitt Peak            | Spacewatch        |
| 456097 | 2006 BZ177             | 27 de gener de 2006    | Mount Lemmon         | Mt. Lemmon Survey |
| 456098 | 2006 BS194             | 30 de gener de 2006    | Kitt Peak            | Spacewatch        |
| 456099 | 2006 BJ214             | 23 de gener de 2006    | Catalina             | CSS               |
| 456100 | 2006 BZ222             | 30 de gener de 2006    | Kitt Peak            | Spacewatch        |

## 456101–456200
| Nom    | Designació provisional | Data de descobriment   | Lloc de descobriment | Descobridor/s        |
| ------ | ---------------------- | ---------------------- | -------------------- | -------------------- |
| 456101 | 2006 BE225             | 30 de gener de 2006    | Kitt Peak            | Spacewatch           |
| 456102 | 2006 BO226             | 7 de gener de 2006     | Mount Lemmon         | Mt. Lemmon Survey    |
| 456103 | 2006 BZ227             | 30 de gener de 2006    | Kitt Peak            | Spacewatch           |
| 456104 | 2006 BN230             | 23 de gener de 2006    | Kitt Peak            | Spacewatch           |
| 456105 | 2006 BO238             | 23 de gener de 2006    | Kitt Peak            | Spacewatch           |
| 456106 | 2006 BS250             | 31 de gener de 2006    | Kitt Peak            | Spacewatch           |
| 456107 | 2006 BZ253             | 31 de gener de 2006    | Kitt Peak            | Spacewatch           |
| 456108 | 2006 BY274             | 23 de gener de 2006    | Mount Lemmon         | Mt. Lemmon Survey    |
| 456109 | 2006 BT277             | 30 de gener de 2006    | Kitt Peak            | Spacewatch           |
| 456110 | 2006 BF284             | 31 de gener de 2006    | Kitt Peak            | Spacewatch           |
| 456111 | 2006 CV2               | 23 de gener de 2006    | Mount Lemmon         | Mt. Lemmon Survey    |
| 456112 | 2006 CW19              | 1 de febrer de 2006    | Mount Lemmon         | Mt. Lemmon Survey    |
| 456113 | 2006 CR32              | 2 de febrer de 2006    | Kitt Peak            | Spacewatch           |
| 456114 | 2006 CP35              | 25 de desembre de 2005 | Kitt Peak            | Spacewatch           |
| 456115 | 2006 CF50              | 20 de gener de 2006    | Kitt Peak            | Spacewatch           |
| 456116 | 2006 CS56              | 4 de febrer de 2006    | Mount Lemmon         | Mt. Lemmon Survey    |
| 456117 | 2006 CY56              | 4 de febrer de 2006    | Mount Lemmon         | Mt. Lemmon Survey    |
| 456118 | 2006 DK2               | 26 de gener de 2006    | Mount Lemmon         | Mt. Lemmon Survey    |
| 456119 | 2006 DN24              | 25 de gener de 2006    | Kitt Peak            | Spacewatch           |
| 456120 | 2006 DC25              | 20 de febrer de 2006   | Kitt Peak            | Spacewatch           |
| 456121 | 2006 DZ27              | 20 de febrer de 2006   | Kitt Peak            | Spacewatch           |
| 456122 | 2006 DZ54              | 24 de febrer de 2006   | Kitt Peak            | Spacewatch           |
| 456123 | 2006 DD63              | 24 de febrer de 2006   | Kitt Peak            | Spacewatch           |
| 456124 | 2006 DH76              | 24 de febrer de 2006   | Kitt Peak            | Spacewatch           |
| 456125 | 2006 DQ83              | 24 de febrer de 2006   | Kitt Peak            | Spacewatch           |
| 456126 | 2006 DT86              | 24 de febrer de 2006   | Kitt Peak            | Spacewatch           |
| 456127 | 2006 DY87              | 24 de febrer de 2006   | Kitt Peak            | Spacewatch           |
| 456128 | 2006 DD99              | 25 de febrer de 2006   | Kitt Peak            | Spacewatch           |
| 456129 | 2006 DO99              | 25 de febrer de 2006   | Kitt Peak            | Spacewatch           |
| 456130 | 2006 DO100             | 26 de gener de 2006    | Kitt Peak            | Spacewatch           |
| 456131 | 2006 DY103             | 25 de febrer de 2006   | Mount Lemmon         | Mt. Lemmon Survey    |
| 456132 | 2006 DF106             | 25 de febrer de 2006   | Mount Lemmon         | Mt. Lemmon Survey    |
| 456133 | 2006 DZ108             | 25 de febrer de 2006   | Kitt Peak            | Spacewatch           |
| 456134 | 2006 DT110             | 25 de febrer de 2006   | Kitt Peak            | Spacewatch           |
| 456135 | 2006 DO132             | 25 de febrer de 2006   | Kitt Peak            | Spacewatch           |
| 456136 | 2006 DD134             | 31 de gener de 2006    | Kitt Peak            | Spacewatch           |
| 456137 | 2006 DQ139             | 8 de gener de 2002     | Kitt Peak            | Spacewatch           |
| 456138 | 2006 DN142             | 4 de febrer de 2006    | Mount Lemmon         | Mt. Lemmon Survey    |
| 456139 | 2006 DZ144             | 25 de febrer de 2006   | Mount Lemmon         | Mt. Lemmon Survey    |
| 456140 | 2006 DA145             | 25 de febrer de 2006   | Mount Lemmon         | Mt. Lemmon Survey    |
| 456141 | 2006 DN148             | 25 de febrer de 2006   | Kitt Peak            | Spacewatch           |
| 456142 | 2006 DY177             | 27 de febrer de 2006   | Mount Lemmon         | Mt. Lemmon Survey    |
| 456143 | 2006 DH188             | 27 de febrer de 2006   | Kitt Peak            | Spacewatch           |
| 456144 | 2006 EQ2               | 1 de març de 2006      | Altschwendt          | Ries, W.             |
| 456145 | 2006 EN9               | 24 de febrer de 2006   | Kitt Peak            | Spacewatch           |
| 456146 | 2006 EH26              | 1 de febrer de 2006    | Mount Lemmon         | Mt. Lemmon Survey    |
| 456147 | 2006 ES44              | 25 de febrer de 2006   | Kitt Peak            | Spacewatch           |
| 456148 | 2006 EB53              | 2 de març de 2006      | Kitt Peak            | Spacewatch           |
| 456149 | 2006 EA73              | 4 de març de 2006      | Mount Lemmon         | Mt. Lemmon Survey    |
| 456150 | 2006 FE2               | 3 de març de 2006      | Kitt Peak            | Spacewatch           |
| 456151 | 2006 FV5               | 23 de març de 2006     | Mount Lemmon         | Mt. Lemmon Survey    |
| 456152 | 2006 FZ14              | 23 de març de 2006     | Kitt Peak            | Spacewatch           |
| 456153 | 2006 FZ15              | 27 de febrer de 2006   | Kitt Peak            | Spacewatch           |
| 456154 | 2006 FQ20              | 23 de març de 2006     | Kitt Peak            | Spacewatch           |
| 456155 | 2006 FP30              | 2 de març de 2006      | Mount Lemmon         | Mt. Lemmon Survey    |
| 456156 | 2006 FU33              | 26 de març de 2006     | Siding Spring        | Siding Spring Survey |
| 456157 | 2006 FT53              | 26 de març de 2006     | Mount Lemmon         | Mt. Lemmon Survey    |
| 456158 | 2006 GJ1               | 2 d'abril de 2006      | Kitt Peak            | Spacewatch           |
| 456159 | 2006 GO2               | 2 d'abril de 2006      | Bergisch Gladbach    | Bickel, W.           |
| 456160 | 2006 GJ7               | 2 d'abril de 2006      | Kitt Peak            | Spacewatch           |
| 456161 | 2006 GG17              | 2 d'abril de 2006      | Kitt Peak            | Spacewatch           |
| 456162 | 2006 GS18              | 2 d'abril de 2006      | Kitt Peak            | Spacewatch           |
| 456163 | 2006 GW21              | 2 d'abril de 2006      | Kitt Peak            | Spacewatch           |
| 456164 | 2006 GJ37              | 2 d'abril de 2006      | Catalina             | CSS                  |
| 456165 | 2006 GA41              | 7 d'abril de 2006      | Catalina             | CSS                  |
| 456166 | 2006 GD51              | 4 de març de 2006      | Catalina             | CSS                  |
| 456167 | 2006 HF3               | 23 de març de 2006     | Kitt Peak            | Spacewatch           |
| 456168 | 2006 HS4               | 23 de març de 2006     | Kitt Peak            | Spacewatch           |
| 456169 | 2006 HV9               | 19 d'abril de 2006     | Kitt Peak            | Spacewatch           |
| 456170 | 2006 HX9               | 19 d'abril de 2006     | Kitt Peak            | Spacewatch           |
| 456171 | 2006 HQ11              | 19 d'abril de 2006     | Kitt Peak            | Spacewatch           |
| 456172 | 2006 HY22              | 20 d'abril de 2006     | Kitt Peak            | Spacewatch           |
| 456173 | 2006 HC26              | 20 d'abril de 2006     | Kitt Peak            | Spacewatch           |
| 456174 | 2006 HG27              | 20 d'abril de 2006     | Kitt Peak            | Spacewatch           |
| 456175 | 2006 HU33              | 7 d'abril de 2006      | Kitt Peak            | Spacewatch           |
| 456176 | 2006 HE36              | 24 de febrer de 2006   | Kitt Peak            | Spacewatch           |
| 456177 | 2006 HJ41              | 2 de març de 2006      | Kitt Peak            | Spacewatch           |
| 456178 | 2006 HZ43              | 24 d'abril de 2006     | Kitt Peak            | Spacewatch           |
| 456179 | 2006 HP48              | 20 d'abril de 2006     | Kitt Peak            | Spacewatch           |
| 456180 | 2006 HR48              | 23 de març de 2006     | Kitt Peak            | Spacewatch           |
| 456181 | 2006 HS58              | 21 d'abril de 2006     | Catalina             | CSS                  |
| 456182 | 2006 HP65              | 24 d'abril de 2006     | Kitt Peak            | Spacewatch           |
| 456183 | 2006 HS65              | 24 d'abril de 2006     | Kitt Peak            | Spacewatch           |
| 456184 | 2006 HY68              | 24 d'abril de 2006     | Mount Lemmon         | Mt. Lemmon Survey    |
| 456185 | 2006 HG70              | 25 d'abril de 2006     | Kitt Peak            | Spacewatch           |
| 456186 | 2006 HU74              | 25 d'abril de 2006     | Kitt Peak            | Spacewatch           |
| 456187 | 2006 HN77              | 25 d'abril de 2006     | Kitt Peak            | Spacewatch           |
| 456188 | 2006 HD78              | 24 de març de 2006     | Kitt Peak            | Spacewatch           |
| 456189 | 2006 HB85              | 26 d'abril de 2006     | Siding Spring        | Siding Spring Survey |
| 456190 | 2006 HM89              | 20 d'abril de 2006     | Catalina             | CSS                  |
| 456191 | 2006 HT89              | 25 d'abril de 2006     | Catalina             | CSS                  |
| 456192 | 2006 HB99              | 30 d'abril de 2006     | Kitt Peak            | Spacewatch           |
| 456193 | 2006 HN102             | 30 d'abril de 2006     | Kitt Peak            | Spacewatch           |
| 456194 | 2006 HB118             | 5 de març de 2006      | Kitt Peak            | Spacewatch           |
| 456195 | 2006 HE119             | 21 d'abril de 2006     | Kitt Peak            | Spacewatch           |
| 456196 | 2006 HU119             | 30 d'abril de 2006     | Kitt Peak            | Spacewatch           |
| 456197 | 2006 HJ121             | 19 d'abril de 2006     | Kitt Peak            | Spacewatch           |
| 456198 | 2006 HE151             | 27 d'abril de 2006     | Catalina             | CSS                  |
| 456199 | 2006 JX10              | 1 de maig de 2006      | Kitt Peak            | Spacewatch           |
| 456200 | 2006 JM12              | 1 de maig de 2006      | Kitt Peak            | Spacewatch           |

## 456201–456300
| Nom    | Designació provisional | Data de descobriment   | Lloc de descobriment | Descobridor/s        |
| ------ | ---------------------- | ---------------------- | -------------------- | -------------------- |
| 456201 | 2006 JY13              | 3 de maig de 2006      | Kitt Peak            | Spacewatch           |
| 456202 | 2006 JQ16              | 2 de maig de 2006      | Kitt Peak            | Spacewatch           |
| 456203 | 2006 JL19              | 24 d'abril de 2006     | Kitt Peak            | Spacewatch           |
| 456204 | 2006 JV19              | 24 d'abril de 2006     | Kitt Peak            | Spacewatch           |
| 456205 | 2006 JG31              | 3 de maig de 2006      | Kitt Peak            | Spacewatch           |
| 456206 | 2006 JH31              | 29 d'abril de 2006     | Kitt Peak            | Spacewatch           |
| 456207 | 2006 JA32              | 19 de febrer de 2002   | Cima Ekar            | ADAS                 |
| 456208 | 2006 JQ36              | 4 de maig de 2006      | Kitt Peak            | Spacewatch           |
| 456209 | 2006 JP45              | 8 de maig de 2006      | Mount Lemmon         | Mt. Lemmon Survey    |
| 456210 | 2006 JD60              | 24 d'abril de 2006     | Kitt Peak            | Spacewatch           |
| 456211 | 2006 KA1               | 19 de maig de 2006     | Mount Lemmon         | Mt. Lemmon Survey    |
| 456212 | 2006 KL12              | 1 de maig de 2006      | Catalina             | CSS                  |
| 456213 | 2006 KS19              | 16 de maig de 2006     | Palomar              | NEAT                 |
| 456214 | 2006 KM29              | 20 de maig de 2006     | Catalina             | CSS                  |
| 456215 | 2006 KS30              | 20 de maig de 2006     | Kitt Peak            | Spacewatch           |
| 456216 | 2006 KB34              | 20 de maig de 2006     | Kitt Peak            | Spacewatch           |
| 456217 | 2006 KX36              | 21 de maig de 2006     | Mount Lemmon         | Mt. Lemmon Survey    |
| 456218 | 2006 KH37              | 22 de maig de 2006     | Kitt Peak            | Spacewatch           |
| 456219 | 2006 KW40              | 19 de maig de 2006     | Catalina             | CSS                  |
| 456220 | 2006 KH44              | 21 de maig de 2006     | Kitt Peak            | Spacewatch           |
| 456221 | 2006 KW44              | 21 de maig de 2006     | Kitt Peak            | Spacewatch           |
| 456222 | 2006 KU46              | 20 d'abril de 2006     | Kitt Peak            | Spacewatch           |
| 456223 | 2006 KD51              | 21 de maig de 2006     | Mount Lemmon         | Mt. Lemmon Survey    |
| 456224 | 2006 KT52              | 21 de maig de 2006     | Kitt Peak            | Spacewatch           |
| 456225 | 2006 KV53              | 21 de maig de 2006     | Kitt Peak            | Spacewatch           |
| 456226 | 2006 KK58              | 22 de maig de 2006     | Kitt Peak            | Spacewatch           |
| 456227 | 2006 KC62              | 8 de maig de 2006      | Mount Lemmon         | Mt. Lemmon Survey    |
| 456228 | 2006 KL62              | 22 de maig de 2006     | Kitt Peak            | Spacewatch           |
| 456229 | 2006 KT66              | 24 de maig de 2006     | Kitt Peak            | Spacewatch           |
| 456230 | 2006 KG73              | 9 de maig de 2006      | Mount Lemmon         | Mt. Lemmon Survey    |
| 456231 | 2006 KW86              | 26 de maig de 2006     | Mount Lemmon         | Mt. Lemmon Survey    |
| 456232 | 2006 KB93              | 25 de maig de 2006     | Kitt Peak            | Spacewatch           |
| 456233 | 2006 KF95              | 25 de maig de 2006     | Kitt Peak            | Spacewatch           |
| 456234 | 2006 KU99              | 28 de maig de 2006     | Kitt Peak            | Spacewatch           |
| 456235 | 2006 KL117             | 29 de maig de 2006     | Kitt Peak            | Spacewatch           |
| 456236 | 2006 KC123             | 20 de maig de 2006     | Kitt Peak            | Spacewatch           |
| 456237 | 2006 MM6               | 20 de juny de 2006     | Mount Lemmon         | Mt. Lemmon Survey    |
| 456238 | 2006 MA8               | 18 de juny de 2006     | Kitt Peak            | Spacewatch           |
| 456239 | 2006 MQ9               | 20 de juny de 2006     | Kitt Peak            | Spacewatch           |
| 456240 | 2006 OW                | 18 de juliol de 2006   | Bergisch Gladbach    | Bickel, W.           |
| 456241 | 2006 ON6               | 21 de juliol de 2006   | Mount Lemmon         | Mt. Lemmon Survey    |
| 456242 | 2006 OH8               | 20 de juliol de 2006   | Palomar              | NEAT                 |
| 456243 | 2006 OW18              | 11 de març de 2005     | Mount Lemmon         | Mt. Lemmon Survey    |
| 456244 | 2006 PK5               | 12 d'agost de 2006     | Palomar              | NEAT                 |
| 456245 | 2006 PL6               | 12 d'agost de 2006     | Palomar              | NEAT                 |
| 456246 | 2006 PD34              | 15 d'agost de 2006     | Palomar              | NEAT                 |
| 456247 | 2006 PZ37              | 13 d'agost de 2006     | Palomar              | NEAT                 |
| 456248 | 2006 QG4               | 18 d'agost de 2006     | Kitt Peak            | Spacewatch           |
| 456249 | 2006 QP4               | 17 d'agost de 2006     | Palomar              | NEAT                 |
| 456250 | 2006 QF7               | 17 d'agost de 2006     | Palomar              | NEAT                 |
| 456251 | 2006 QZ10              | 21 d'agost de 2006     | Kitt Peak            | Spacewatch           |
| 456252 | 2006 QJ24              | 17 d'agost de 2006     | Palomar              | NEAT                 |
| 456253 | 2006 QE39              | 19 d'agost de 2006     | Anderson Mesa        | LONEOS               |
| 456254 | 2006 QD88              | 27 d'agost de 2006     | Kitt Peak            | Spacewatch           |
| 456255 | 2006 QR101             | 19 d'agost de 2006     | Kitt Peak            | Spacewatch           |
| 456256 | 2006 QZ112             | 24 d'agost de 2006     | Socorro              | LINEAR               |
| 456257 | 2006 QM132             | 22 d'agost de 2006     | Siding Spring        | Siding Spring Survey |
| 456258 | 2006 QM148             | 18 d'agost de 2006     | Kitt Peak            | Spacewatch           |
| 456259 | 2006 QT148             | 18 d'agost de 2006     | Kitt Peak            | Spacewatch           |
| 456260 | 2006 QY164             | 29 d'agost de 2006     | Anderson Mesa        | LONEOS               |
| 456261 | 2006 QL184             | 18 d'agost de 2006     | Kitt Peak            | Spacewatch           |
| 456262 | 2006 QX185             | 27 d'agost de 2006     | Kitt Peak            | Spacewatch           |
| 456263 | 2006 RW8               | 12 de setembre de 2006 | Catalina             | CSS                  |
| 456264 | 2006 RP21              | 15 de setembre de 2006 | Kitt Peak            | Spacewatch           |
| 456265 | 2006 RM23              | 12 de setembre de 2006 | Catalina             | CSS                  |
| 456266 | 2006 RG27              | 14 de setembre de 2006 | Catalina             | CSS                  |
| 456267 | 2006 RT33              | 12 de setembre de 2006 | Catalina             | CSS                  |
| 456268 | 2006 RE42              | 14 de setembre de 2006 | Kitt Peak            | Spacewatch           |
| 456269 | 2006 RQ47              | 14 de setembre de 2006 | Kitt Peak            | Spacewatch           |
| 456270 | 2006 RK49              | 14 de setembre de 2006 | Kitt Peak            | Spacewatch           |
| 456271 | 2006 RX49              | 14 de setembre de 2006 | Kitt Peak            | Spacewatch           |
| 456272 | 2006 RS54              | 14 de setembre de 2006 | Kitt Peak            | Spacewatch           |
| 456273 | 2006 RU68              | 18 d'agost de 2006     | Kitt Peak            | Spacewatch           |
| 456274 | 2006 RM75              | 15 de setembre de 2006 | Kitt Peak            | Spacewatch           |
| 456275 | 2006 RV79              | 15 de setembre de 2006 | Kitt Peak            | Spacewatch           |
| 456276 | 2006 RB80              | 15 de setembre de 2006 | Kitt Peak            | Spacewatch           |
| 456277 | 2006 RC85              | 15 de setembre de 2006 | Kitt Peak            | Spacewatch           |
| 456278 | 2006 RX105             | 15 de març de 2004     | Kitt Peak            | Spacewatch           |
| 456279 | 2006 RL108             | 14 de setembre de 2006 | Mauna Kea            | Masiero, J.          |
| 456280 | 2006 SB1               | 16 de setembre de 2006 | Kitt Peak            | Spacewatch           |
| 456281 | 2006 SC8               | 16 de setembre de 2006 | Catalina             | CSS                  |
| 456282 | 2006 ST8               | 27 d'agost de 2006     | Anderson Mesa        | LONEOS               |
| 456283 | 2006 SB17              | 17 de setembre de 2006 | Kitt Peak            | Spacewatch           |
| 456284 | 2006 SY26              | 16 de setembre de 2006 | Catalina             | CSS                  |
| 456285 | 2006 SK56              | 19 de setembre de 2006 | Catalina             | CSS                  |
| 456286 | 2006 SB74              | 19 de setembre de 2006 | Kitt Peak            | Spacewatch           |
| 456287 | 2006 SS76              | 20 de setembre de 2006 | Kitt Peak            | Spacewatch           |
| 456288 | 2006 SH77              | 19 de setembre de 2006 | Catalina             | CSS                  |
| 456289 | 2006 SU82              | 18 de setembre de 2006 | Kitt Peak            | Spacewatch           |
| 456290 | 2006 SO92              | 18 de setembre de 2006 | Kitt Peak            | Spacewatch           |
| 456291 | 2006 SD95              | 18 de setembre de 2006 | Kitt Peak            | Spacewatch           |
| 456292 | 2006 SQ96              | 18 de setembre de 2006 | Kitt Peak            | Spacewatch           |
| 456293 | 2006 SE105             | 19 de setembre de 2006 | Catalina             | CSS                  |
| 456294 | 2006 SS110             | 20 de setembre de 2006 | Socorro              | LINEAR               |
| 456295 | 2006 SD116             | 24 de setembre de 2006 | Anderson Mesa        | LONEOS               |
| 456296 | 2006 SB119             | 18 de setembre de 2006 | Catalina             | CSS                  |
| 456297 | 2006 SB121             | 18 de setembre de 2006 | Catalina             | CSS                  |
| 456298 | 2006 SG122             | 19 de setembre de 2006 | Catalina             | CSS                  |
| 456299 | 2006 SN128             | 17 de setembre de 2006 | Anderson Mesa        | LONEOS               |
| 456300 | 2006 SX128             | 17 de setembre de 2006 | Catalina             | CSS                  |

## 456301–456400
| Nom    | Designació provisional | Data de descobriment   | Lloc de descobriment | Descobridor/s     |
| ------ | ---------------------- | ---------------------- | -------------------- | ----------------- |
| 456301 | 2006 SV134             | 28 de setembre de 2006 | Catalina             | CSS               |
| 456302 | 2006 SU138             | 21 de setembre de 2006 | Anderson Mesa        | LONEOS            |
| 456303 | 2006 SY143             | 19 de setembre de 2006 | Kitt Peak            | Spacewatch        |
| 456304 | 2006 SX144             | 19 de setembre de 2006 | Kitt Peak            | Spacewatch        |
| 456305 | 2006 SP145             | 19 de setembre de 2006 | Kitt Peak            | Spacewatch        |
| 456306 | 2006 ST171             | 25 de setembre de 2006 | Kitt Peak            | Spacewatch        |
| 456307 | 2006 SQ187             | 26 de setembre de 2006 | Kitt Peak            | Spacewatch        |
| 456308 | 2006 SH188             | 26 de setembre de 2006 | Kitt Peak            | Spacewatch        |
| 456309 | 2006 SS199             | 24 de setembre de 2006 | Kitt Peak            | Spacewatch        |
| 456310 | 2006 SJ211             | 16 de setembre de 2006 | Kitt Peak            | Spacewatch        |
| 456311 | 2006 SN215             | 27 de setembre de 2006 | Kitt Peak            | Spacewatch        |
| 456312 | 2006 SM238             | 26 de setembre de 2006 | Kitt Peak            | Spacewatch        |
| 456313 | 2006 SV239             | 18 de setembre de 2006 | Kitt Peak            | Spacewatch        |
| 456314 | 2006 SZ239             | 18 de setembre de 2006 | Kitt Peak            | Spacewatch        |
| 456315 | 2006 SG246             | 26 de setembre de 2006 | Mount Lemmon         | Mt. Lemmon Survey |
| 456316 | 2006 SY268             | 26 de setembre de 2006 | Kitt Peak            | Spacewatch        |
| 456317 | 2006 SZ283             | 26 de setembre de 2006 | Catalina             | CSS               |
| 456318 | 2006 SC287             | 22 de setembre de 2006 | Anderson Mesa        | LONEOS            |
| 456319 | 2006 SM289             | 26 de setembre de 2006 | Catalina             | CSS               |
| 456320 | 2006 SZ296             | 25 de setembre de 2006 | Kitt Peak            | Spacewatch        |
| 456321 | 2006 SH310             | 27 de setembre de 2006 | Kitt Peak            | Spacewatch        |
| 456322 | 2006 SD316             | 27 de setembre de 2006 | Kitt Peak            | Spacewatch        |
| 456323 | 2006 SY319             | 17 de setembre de 2006 | Kitt Peak            | Spacewatch        |
| 456324 | 2006 SB328             | 27 de setembre de 2006 | Kitt Peak            | Spacewatch        |
| 456325 | 2006 SS336             | 28 de setembre de 2006 | Kitt Peak            | Spacewatch        |
| 456326 | 2006 SG344             | 28 de setembre de 2006 | Kitt Peak            | Spacewatch        |
| 456327 | 2006 SZ344             | 28 de setembre de 2006 | Kitt Peak            | Spacewatch        |
| 456328 | 2006 SB345             | 28 de setembre de 2006 | Kitt Peak            | Spacewatch        |
| 456329 | 2006 SW347             | 18 de setembre de 2006 | Kitt Peak            | Spacewatch        |
| 456330 | 2006 SK350             | 18 de setembre de 2006 | Kitt Peak            | Spacewatch        |
| 456331 | 2006 SU350             | 14 de setembre de 2006 | Catalina             | CSS               |
| 456332 | 2006 SC356             | 30 de setembre de 2006 | Catalina             | CSS               |
| 456333 | 2006 SB364             | 27 de setembre de 2006 | Mount Lemmon         | Mt. Lemmon Survey |
| 456334 | 2006 SN366             | 30 de setembre de 2006 | Mount Lemmon         | Mt. Lemmon Survey |
| 456335 | 2006 SG400             | 19 de setembre de 2006 | Kitt Peak            | Spacewatch        |
| 456336 | 2006 SB403             | 26 de setembre de 2006 | Mount Lemmon         | Mt. Lemmon Survey |
| 456337 | 2006 SA410             | 28 de novembre de 1994 | Kitt Peak            | Spacewatch        |
| 456338 | 2006 SE413             | 19 de setembre de 2006 | Catalina             | CSS               |
| 456339 | 2006 TO1               | 1 d'octubre de 2006    | Eskridge             | Eskridge          |
| 456340 | 2006 TW12              | 28 de setembre de 2006 | Catalina             | CSS               |
| 456341 | 2006 TD14              | 10 d'octubre de 2006   | Palomar              | NEAT              |
| 456342 | 2006 TK17              | 30 de setembre de 2006 | Mount Lemmon         | Mt. Lemmon Survey |
| 456343 | 2006 TW19              | 25 de setembre de 2006 | Mount Lemmon         | Mt. Lemmon Survey |
| 456344 | 2006 TN21              | 27 de setembre de 2006 | Mount Lemmon         | Mt. Lemmon Survey |
| 456345 | 2006 TY23              | 30 de setembre de 2006 | Mount Lemmon         | Mt. Lemmon Survey |
| 456346 | 2006 TN38              | 12 d'octubre de 2006   | Kitt Peak            | Spacewatch        |
| 456347 | 2006 TT48              | 12 d'octubre de 2006   | Kitt Peak            | Spacewatch        |
| 456348 | 2006 TU52              | 12 d'octubre de 2006   | Kitt Peak            | Spacewatch        |
| 456349 | 2006 TE56              | 13 d'octubre de 2006   | Kitt Peak            | Spacewatch        |
| 456350 | 2006 TX67              | 11 d'octubre de 2006   | Palomar              | NEAT              |
| 456351 | 2006 TT72              | 28 d'agost de 2006     | Catalina             | CSS               |
| 456352 | 2006 TR77              | 12 d'octubre de 2006   | Kitt Peak            | Spacewatch        |
| 456353 | 2006 TM78              | 26 de setembre de 2006 | Mount Lemmon         | Mt. Lemmon Survey |
| 456354 | 2006 TA83              | 13 d'octubre de 2006   | Kitt Peak            | Spacewatch        |
| 456355 | 2006 TG83              | 13 d'octubre de 2006   | Kitt Peak            | Spacewatch        |
| 456356 | 2006 TT84              | 13 d'octubre de 2006   | Kitt Peak            | Spacewatch        |
| 456357 | 2006 TO86              | 13 d'octubre de 2006   | Kitt Peak            | Spacewatch        |
| 456358 | 2006 TV88              | 13 d'octubre de 2006   | Kitt Peak            | Spacewatch        |
| 456359 | 2006 TY92              | 15 d'octubre de 2006   | Kitt Peak            | Spacewatch        |
| 456360 | 2006 TB94              | 15 d'octubre de 2006   | Kitt Peak            | Spacewatch        |
| 456361 | 2006 TP104             | 15 d'octubre de 2006   | Kitt Peak            | Spacewatch        |
| 456362 | 2006 TG107             | 21 de juliol de 2006   | Mount Lemmon         | Mt. Lemmon Survey |
| 456363 | 2006 TH109             | 3 d'octubre de 2006    | Mount Lemmon         | Mt. Lemmon Survey |
| 456364 | 2006 TW112             | 25 de febrer de 2004   | Desert Eagle         | Yeung, W. K. Y.   |
| 456365 | 2006 TB114             | 1 d'octubre de 2006    | Apache Point         | Becker, A. C.     |
| 456366 | 2006 TT121             | 2 d'octubre de 2006    | Mount Lemmon         | Mt. Lemmon Survey |
| 456367 | 2006 TP122             | 11 d'octubre de 2006   | Palomar              | NEAT              |
| 456368 | 2006 US1               | 16 d'octubre de 2006   | Kitami               | Endate, K.        |
| 456369 | 2006 UE14              | 30 de setembre de 2006 | Mount Lemmon         | Mt. Lemmon Survey |
| 456370 | 2006 UT15              | 17 d'octubre de 2006   | Mount Lemmon         | Mt. Lemmon Survey |
| 456371 | 2006 UK23              | 16 d'octubre de 2006   | Kitt Peak            | Spacewatch        |
| 456372 | 2006 UL24              | 4 d'octubre de 2006    | Mount Lemmon         | Mt. Lemmon Survey |
| 456373 | 2006 UO44              | 16 d'octubre de 2006   | Kitt Peak            | Spacewatch        |
| 456374 | 2006 UX44              | 30 de setembre de 2006 | Mount Lemmon         | Mt. Lemmon Survey |
| 456375 | 2006 UJ48              | 17 d'octubre de 2006   | Kitt Peak            | Spacewatch        |
| 456376 | 2006 UP53              | 17 d'octubre de 2006   | Mount Lemmon         | Mt. Lemmon Survey |
| 456377 | 2006 UU57              | 18 d'octubre de 2006   | Kitt Peak            | Spacewatch        |
| 456378 | 2006 UA62              | 18 d'octubre de 2006   | Vallemare Borbona    | Casulli, V. S.    |
| 456379 | 2006 US76              | 30 de setembre de 2006 | Kitt Peak            | Spacewatch        |
| 456380 | 2006 UO78              | 17 d'octubre de 2006   | Kitt Peak            | Spacewatch        |
| 456381 | 2006 UK79              | 17 d'octubre de 2006   | Kitt Peak            | Spacewatch        |
| 456382 | 2006 UK81              | 4 d'octubre de 2006    | Mount Lemmon         | Mt. Lemmon Survey |
| 456383 | 2006 UY83              | 17 d'octubre de 2006   | Kitt Peak            | Spacewatch        |
| 456384 | 2006 UQ85              | 17 d'octubre de 2006   | Kitt Peak            | Spacewatch        |
| 456385 | 2006 UY91              | 26 de setembre de 2006 | Mount Lemmon         | Mt. Lemmon Survey |
| 456386 | 2006 UF93              | 30 de setembre de 2006 | Mount Lemmon         | Mt. Lemmon Survey |
| 456387 | 2006 UV122             | 19 d'octubre de 2006   | Kitt Peak            | Spacewatch        |
| 456388 | 2006 UY138             | 19 d'octubre de 2006   | Kitt Peak            | Spacewatch        |
| 456389 | 2006 UX139             | 19 d'octubre de 2006   | Kitt Peak            | Spacewatch        |
| 456390 | 2006 UL140             | 19 d'octubre de 2006   | Kitt Peak            | Spacewatch        |
| 456391 | 2006 UQ149             | 19 de setembre de 2006 | Kitt Peak            | Spacewatch        |
| 456392 | 2006 UW149             | 27 de setembre de 2006 | Catalina             | CSS               |
| 456393 | 2006 UE150             | 20 d'octubre de 2006   | Catalina             | CSS               |
| 456394 | 2006 UG170             | 21 d'octubre de 2006   | Mount Lemmon         | Mt. Lemmon Survey |
| 456395 | 2006 UU179             | 16 d'octubre de 2006   | Catalina             | CSS               |
| 456396 | 2006 UX179             | 16 d'octubre de 2006   | Catalina             | CSS               |
| 456397 | 2006 UQ183             | 17 d'octubre de 2006   | Catalina             | CSS               |
| 456398 | 2006 UX190             | 19 d'octubre de 2006   | Catalina             | CSS               |
| 456399 | 2006 UE199             | 20 d'octubre de 2006   | Kitt Peak            | Spacewatch        |
| 456400 | 2006 UK204             | 22 d'octubre de 2006   | Palomar              | NEAT              |

## 456401–4656500
| Nom    | Designació provisional | Data de descobriment   | Lloc de descobriment | Descobridor/s     |
| ------ | ---------------------- | ---------------------- | -------------------- | ----------------- |
| 456401 | 2006 UP207             | 23 d'octubre de 2006   | Palomar              | NEAT              |
| 456402 | 2006 UY210             | 23 d'octubre de 2006   | Kitt Peak            | Spacewatch        |
| 456403 | 2006 US211             | 23 d'octubre de 2006   | Kitt Peak            | Spacewatch        |
| 456404 | 2006 UA220             | 30 de setembre de 2006 | Catalina             | CSS               |
| 456405 | 2006 UH220             | 16 d'octubre de 2006   | Kitt Peak            | Spacewatch        |
| 456406 | 2006 US231             | 4 d'octubre de 2006    | Mount Lemmon         | Mt. Lemmon Survey |
| 456407 | 2006 UL240             | 2 d'octubre de 2006    | Mount Lemmon         | Mt. Lemmon Survey |
| 456408 | 2006 UP247             | 17 d'octubre de 2006   | Kitt Peak            | Spacewatch        |
| 456409 | 2006 UF250             | 27 d'octubre de 2006   | Mount Lemmon         | Mt. Lemmon Survey |
| 456410 | 2006 UA268             | 19 d'octubre de 2006   | Catalina             | CSS               |
| 456411 | 2006 UC268             | 27 d'octubre de 2006   | Mount Lemmon         | Mt. Lemmon Survey |
| 456412 | 2006 UN275             | 28 d'octubre de 2006   | Kitt Peak            | Spacewatch        |
| 456413 | 2006 UR282             | 28 d'octubre de 2006   | Kitt Peak            | Spacewatch        |
| 456414 | 2006 UU284             | 27 de setembre de 2006 | Mount Lemmon         | Mt. Lemmon Survey |
| 456415 | 2006 UC285             | 28 d'octubre de 2006   | Kitt Peak            | Spacewatch        |
| 456416 | 2006 UD322             | 16 d'octubre de 2006   | Kitt Peak            | Spacewatch        |
| 456417 | 2006 UU328             | 19 d'octubre de 2006   | Mount Lemmon         | Mt. Lemmon Survey |
| 456418 | 2006 UG333             | 14 de setembre de 2006 | Kitt Peak            | Spacewatch        |
| 456419 | 2006 UM334             | 19 d'octubre de 2006   | Mount Lemmon         | Mt. Lemmon Survey |
| 456420 | 2006 UB335             | 23 d'octubre de 2006   | Mount Lemmon         | Mt. Lemmon Survey |
| 456421 | 2006 UA336             | 20 d'octubre de 2006   | Kitt Peak            | Spacewatch        |
| 456422 | 2006 UW348             | 25 de setembre de 2006 | Mount Lemmon         | Mt. Lemmon Survey |
| 456423 | 2006 UU360             | 22 d'octubre de 2006   | Mount Lemmon         | Mt. Lemmon Survey |
| 456424 | 2006 VQ3               | 3 d'octubre de 2006    | Mount Lemmon         | Mt. Lemmon Survey |
| 456425 | 2006 VY10              | 11 de novembre de 2006 | Mount Lemmon         | Mt. Lemmon Survey |
| 456426 | 2006 VR16              | 30 de setembre de 2006 | Mount Lemmon         | Mt. Lemmon Survey |
| 456427 | 2006 VE17              | 21 d'octubre de 2006   | Kitt Peak            | Spacewatch        |
| 456428 | 2006 VX17              | 13 d'octubre de 2006   | Kitt Peak            | Spacewatch        |
| 456429 | 2006 VJ24              | 10 de novembre de 2006 | Kitt Peak            | Spacewatch        |
| 456430 | 2006 VL27              | 21 d'octubre de 2006   | Kitt Peak            | Spacewatch        |
| 456431 | 2006 VX27              | 10 de novembre de 2006 | Kitt Peak            | Spacewatch        |
| 456432 | 2006 VQ28              | 19 d'octubre de 2006   | Mount Lemmon         | Mt. Lemmon Survey |
| 456433 | 2006 VS28              | 10 de novembre de 2006 | Kitt Peak            | Spacewatch        |
| 456434 | 2006 VY28              | 10 de novembre de 2006 | Kitt Peak            | Spacewatch        |
| 456435 | 2006 VR31              | 11 de novembre de 2006 | Kitt Peak            | Spacewatch        |
| 456436 | 2006 VZ35              | 11 de novembre de 2006 | Mount Lemmon         | Mt. Lemmon Survey |
| 456437 | 2006 VD36              | 28 de setembre de 2006 | Mount Lemmon         | Mt. Lemmon Survey |
| 456438 | 2006 VY46              | 1 de novembre de 2006  | Mount Lemmon         | Mt. Lemmon Survey |
| 456439 | 2006 VO47              | 9 de novembre de 2006  | Kitt Peak            | Spacewatch        |
| 456440 | 2006 VY59              | 11 de novembre de 2006 | Kitt Peak            | Spacewatch        |
| 456441 | 2006 VP61              | 11 de novembre de 2006 | Kitt Peak            | Spacewatch        |
| 456442 | 2006 VF63              | 11 de novembre de 2006 | Kitt Peak            | Spacewatch        |
| 456443 | 2006 VZ66              | 2 d'octubre de 2006    | Mount Lemmon         | Mt. Lemmon Survey |
| 456444 | 2006 VM68              | 11 de novembre de 2006 | Kitt Peak            | Spacewatch        |
| 456445 | 2006 VB77              | 12 de novembre de 2006 | Mount Lemmon         | Mt. Lemmon Survey |
| 456446 | 2006 VW84              | 29 d'octubre de 2006   | Catalina             | CSS               |
| 456447 | 2006 VG87              | 31 d'octubre de 2006   | Kitt Peak            | Spacewatch        |
| 456448 | 2006 VD96              | 27 de setembre de 2006 | Mount Lemmon         | Mt. Lemmon Survey |
| 456449 | 2006 VV97              | 11 de novembre de 2006 | Kitt Peak            | Spacewatch        |
| 456450 | 2006 VN101             | 11 de novembre de 2006 | Palomar              | NEAT              |
| 456451 | 2006 VG102             | 12 de novembre de 2006 | Mount Lemmon         | Mt. Lemmon Survey |
| 456452 | 2006 VR108             | 4 d'octubre de 2006    | Mount Lemmon         | Mt. Lemmon Survey |
| 456453 | 2006 VS108             | 13 de novembre de 2006 | Kitt Peak            | Spacewatch        |
| 456454 | 2006 VR109             | 19 de setembre de 2006 | Catalina             | CSS               |
| 456455 | 2006 VF112             | 13 de novembre de 2006 | Palomar              | NEAT              |
| 456456 | 2006 VZ122             | 10 de novembre de 2006 | Kitt Peak            | Spacewatch        |
| 456457 | 2006 VL125             | 14 de novembre de 2006 | Kitt Peak            | Spacewatch        |
| 456458 | 2006 VY125             | 15 de novembre de 2006 | Kitt Peak            | Spacewatch        |
| 456459 | 2006 VZ125             | 15 de novembre de 2006 | Kitt Peak            | Spacewatch        |
| 456460 | 2006 VK128             | 15 de novembre de 2006 | Kitt Peak            | Spacewatch        |
| 456461 | 2006 VW131             | 22 d'octubre de 2006   | Mount Lemmon         | Mt. Lemmon Survey |
| 456462 | 2006 VU135             | 15 de novembre de 2006 | Kitt Peak            | Spacewatch        |
| 456463 | 2006 VK136             | 24 d'agost de 2001     | Kitt Peak            | Spacewatch        |
| 456464 | 2006 VS137             | 15 de novembre de 2006 | Kitt Peak            | Spacewatch        |
| 456465 | 2006 VC140             | 15 de novembre de 2006 | Kitt Peak            | Spacewatch        |
| 456466 | 2006 VA170             | 11 de novembre de 2006 | Mount Lemmon         | Mt. Lemmon Survey |
| 456467 | 2006 WO8               | 16 de novembre de 2006 | Kitt Peak            | Spacewatch        |
| 456468 | 2006 WV14              | 16 de novembre de 2006 | Kitt Peak            | Spacewatch        |
| 456469 | 2006 WO15              | 26 de setembre de 2006 | Mount Lemmon         | Mt. Lemmon Survey |
| 456470 | 2006 WP37              | 3 d'octubre de 2006    | Mount Lemmon         | Mt. Lemmon Survey |
| 456471 | 2006 WL40              | 27 de setembre de 2006 | Mount Lemmon         | Mt. Lemmon Survey |
| 456472 | 2006 WM40              | 16 de novembre de 2006 | Kitt Peak            | Spacewatch        |
| 456473 | 2006 WU41              | 2 d'octubre de 2006    | Mount Lemmon         | Mt. Lemmon Survey |
| 456474 | 2006 WV59              | 21 d'octubre de 2006   | Kitt Peak            | Spacewatch        |
| 456475 | 2006 WM60              | 17 de novembre de 2006 | Catalina             | CSS               |
| 456476 | 2006 WK67              | 17 de novembre de 2006 | Mount Lemmon         | Mt. Lemmon Survey |
| 456477 | 2006 WJ70              | 18 de novembre de 2006 | Kitt Peak            | Spacewatch        |
| 456478 | 2006 WA72              | 18 de novembre de 2006 | Kitt Peak            | Spacewatch        |
| 456479 | 2006 WP78              | 18 de novembre de 2006 | Kitt Peak            | Spacewatch        |
| 456480 | 2006 WU92              | 30 d'agost de 2005     | Kitt Peak            | Spacewatch        |
| 456481 | 2006 WJ97              | 19 de novembre de 2006 | Kitt Peak            | Spacewatch        |
| 456482 | 2006 WL99              | 23 d'octubre de 2006   | Mount Lemmon         | Mt. Lemmon Survey |
| 456483 | 2006 WW102             | 19 de novembre de 2006 | Kitt Peak            | Spacewatch        |
| 456484 | 2006 WJ114             | 20 de novembre de 2006 | Kitt Peak            | Spacewatch        |
| 456485 | 2006 WG116             | 27 d'octubre de 2006   | Kitt Peak            | Spacewatch        |
| 456486 | 2006 WJ124             | 22 de novembre de 2006 | Mount Lemmon         | Mt. Lemmon Survey |
| 456487 | 2006 WT132             | 10 de novembre de 2006 | Kitt Peak            | Spacewatch        |
| 456488 | 2006 WM138             | 19 de novembre de 2006 | Socorro              | LINEAR            |
| 456489 | 2006 WE139             | 30 d'octubre de 2006   | Catalina             | CSS               |
| 456490 | 2006 WS140             | 20 de novembre de 2006 | Kitt Peak            | Spacewatch        |
| 456491 | 2006 WJ148             | 15 de novembre de 2006 | Catalina             | CSS               |
| 456492 | 2006 WF151             | 21 de novembre de 2006 | Mount Lemmon         | Mt. Lemmon Survey |
| 456493 | 2006 WA154             | 22 de novembre de 2006 | Mount Lemmon         | Mt. Lemmon Survey |
| 456494 | 2006 WG160             | 22 de novembre de 2006 | Mount Lemmon         | Mt. Lemmon Survey |
| 456495 | 2006 WR164             | 1 de novembre de 2006  | Mount Lemmon         | Mt. Lemmon Survey |
| 456496 | 2006 WH180             | 24 de novembre de 2006 | Mount Lemmon         | Mt. Lemmon Survey |
| 456497 | 2006 WQ180             | 24 de novembre de 2006 | Mount Lemmon         | Mt. Lemmon Survey |
| 456498 | 2006 WS181             | 24 de novembre de 2006 | Mount Lemmon         | Mt. Lemmon Survey |
| 456499 | 2006 WW183             | 2 de novembre de 2006  | Mount Lemmon         | Mt. Lemmon Survey |
| 456500 | 2006 WX191             | 31 d'octubre de 2006   | Mount Lemmon         | Mt. Lemmon Survey |

## 456501–456600
| Nom    | Designació provisional | Data de descobriment   | Lloc de descobriment | Descobridor/s        |
| ------ | ---------------------- | ---------------------- | -------------------- | -------------------- |
| 456501 | 2006 WB199             | 17 de novembre de 2006 | Mount Lemmon         | Mt. Lemmon Survey    |
| 456502 | 2006 WH199             | 16 de novembre de 2006 | Kitt Peak            | Spacewatch           |
| 456503 | 2006 WY201             | 25 de novembre de 2006 | Mount Lemmon         | Mt. Lemmon Survey    |
| 456504 | 2006 WR202             | 18 de novembre de 2006 | Kitt Peak            | Spacewatch           |
| 456505 | 2006 XK12              | 10 de desembre de 2006 | Kitt Peak            | Spacewatch           |
| 456506 | 2006 XK24              | 12 de desembre de 2006 | Kitt Peak            | Spacewatch           |
| 456507 | 2006 XG29              | 13 de desembre de 2006 | Mount Lemmon         | Mt. Lemmon Survey    |
| 456508 | 2006 XV29              | 13 de desembre de 2006 | Mount Lemmon         | Mt. Lemmon Survey    |
| 456509 | 2006 XJ39              | 11 de desembre de 2006 | Kitt Peak            | Spacewatch           |
| 456510 | 2006 XW40              | 19 de novembre de 2006 | Catalina             | CSS                  |
| 456511 | 2006 XA53              | 14 de desembre de 2006 | Mount Lemmon         | Mt. Lemmon Survey    |
| 456512 | 2006 XX62              | 25 de novembre de 2006 | Mount Lemmon         | Mt. Lemmon Survey    |
| 456513 | 2006 XR64              | 12 de desembre de 2006 | Palomar              | NEAT                 |
| 456514 | 2006 XD72              | 1 de desembre de 2006  | Mount Lemmon         | Mt. Lemmon Survey    |
| 456515 | 2006 XM73              | 15 de desembre de 2006 | Kitt Peak            | Spacewatch           |
| 456516 | 2006 YJ12              | 27 de novembre de 2006 | Mount Lemmon         | Mt. Lemmon Survey    |
| 456517 | 2006 YG19              | 24 de desembre de 2006 | Mount Lemmon         | Mt. Lemmon Survey    |
| 456518 | 2006 YT21              | 21 d'octubre de 2006   | Kitt Peak            | Spacewatch           |
| 456519 | 2006 YL32              | 21 de desembre de 2006 | Kitt Peak            | Spacewatch           |
| 456520 | 2006 YP32              | 31 d'agost de 2005     | Anderson Mesa        | LONEOS               |
| 456521 | 2006 YS33              | 15 de desembre de 2006 | Kitt Peak            | Spacewatch           |
| 456522 | 2006 YE41              | 29 d'agost de 2005     | Kitt Peak            | Spacewatch           |
| 456523 | 2006 YX44              | 16 de desembre de 2006 | Catalina             | CSS                  |
| 456524 | 2006 YC45              | 17 de novembre de 2006 | Mount Lemmon         | Mt. Lemmon Survey    |
| 456525 | 2006 YR53              | 26 de desembre de 2006 | Kitt Peak            | Spacewatch           |
| 456526 | 2006 YC54              | 27 de desembre de 2006 | Mount Lemmon         | Mt. Lemmon Survey    |
| 456527 | 2006 YK54              | 20 de desembre de 2006 | Mount Lemmon         | Mt. Lemmon Survey    |
| 456528 | 2007 AP1               | 24 de desembre de 2006 | Kitt Peak            | Spacewatch           |
| 456529 | 2007 AL20              | 10 de gener de 2007    | Kitt Peak            | Spacewatch           |
| 456530 | 2007 AV23              | 28 de novembre de 2006 | Mount Lemmon         | Mt. Lemmon Survey    |
| 456531 | 2007 AC25              | 25 de novembre de 2006 | Mount Lemmon         | Mt. Lemmon Survey    |
| 456532 | 2007 AX27              | 28 de novembre de 2006 | Mount Lemmon         | Mt. Lemmon Survey    |
| 456533 | 2007 AS28              | 9 de gener de 2007     | Kitt Peak            | Spacewatch           |
| 456534 | 2007 AG29              | 10 de gener de 2007    | Mount Lemmon         | Mt. Lemmon Survey    |
| 456535 | 2007 AJ30              | 10 de gener de 2007    | Mount Lemmon         | Mt. Lemmon Survey    |
| 456536 | 2007 BA                | 16 de gener de 2007    | Catalina             | CSS                  |
| 456537 | 2007 BG                | 18 de gener de 2007    | Siding Spring        | Siding Spring Survey |
| 456538 | 2007 BX1               | 13 de desembre de 2006 | Kitt Peak            | Spacewatch           |
| 456539 | 2007 BR2               | 9 de gener de 2007     | Kitt Peak            | Spacewatch           |
| 456540 | 2007 BA6               | 17 de gener de 2007    | Palomar              | NEAT                 |
| 456541 | 2007 BN9               | 15 de novembre de 2006 | Mount Lemmon         | Mt. Lemmon Survey    |
| 456542 | 2007 BK10              | 17 de gener de 2007    | Kitt Peak            | Spacewatch           |
| 456543 | 2007 BG12              | 17 de gener de 2007    | Kitt Peak            | Spacewatch           |
| 456544 | 2007 BE18              | 10 de gener de 2007    | Catalina             | CSS                  |
| 456545 | 2007 BG18              | 9 de gener de 2007     | Kitt Peak            | Spacewatch           |
| 456546 | 2007 BX24              | 9 de gener de 2007     | Mount Lemmon         | Mt. Lemmon Survey    |
| 456547 | 2007 BX27              | 24 de gener de 2007    | Mount Lemmon         | Mt. Lemmon Survey    |
| 456548 | 2007 BC42              | 9 de gener de 2007     | Kitt Peak            | Spacewatch           |
| 456549 | 2007 BS47              | 17 de gener de 2007    | Kitt Peak            | Spacewatch           |
| 456550 | 2007 BP53              | 17 de gener de 2007    | Kitt Peak            | Spacewatch           |
| 456551 | 2007 BL55              | 17 de novembre de 2006 | Mount Lemmon         | Mt. Lemmon Survey    |
| 456552 | 2007 BF57              | 24 de gener de 2007    | Socorro              | LINEAR               |
| 456553 | 2007 BS58              | 24 de desembre de 2006 | Mount Lemmon         | Mt. Lemmon Survey    |
| 456554 | 2007 BV61              | 27 de gener de 2007    | Mount Lemmon         | Mt. Lemmon Survey    |
| 456555 | 2007 BJ62              | 27 de gener de 2007    | Catalina             | CSS                  |
| 456556 | 2007 BU76              | 21 de desembre de 2006 | Mount Lemmon         | Mt. Lemmon Survey    |
| 456557 | 2007 BW77              | 17 de gener de 2007    | Kitt Peak            | Spacewatch           |
| 456558 | 2007 BE100             | 17 de gener de 2007    | Kitt Peak            | Spacewatch           |
| 456559 | 2007 BC101             | 27 de gener de 2007    | Mount Lemmon         | Mt. Lemmon Survey    |
| 456560 | 2007 CT1               | 8 de gener de 2007     | Kitt Peak            | Spacewatch           |
| 456561 | 2007 CE6               | 6 de febrer de 2007    | Kitt Peak            | Spacewatch           |
| 456562 | 2007 CX6               | 6 de febrer de 2007    | Kitt Peak            | Spacewatch           |
| 456563 | 2007 CO16              | 7 de febrer de 2007    | Mount Lemmon         | Mt. Lemmon Survey    |
| 456564 | 2007 CQ16              | 8 de gener de 2007     | Mount Lemmon         | Mt. Lemmon Survey    |
| 456565 | 2007 CH20              | 6 de febrer de 2007    | Mount Lemmon         | Mt. Lemmon Survey    |
| 456566 | 2007 CC21              | 21 de desembre de 2006 | Mount Lemmon         | Mt. Lemmon Survey    |
| 456567 | 2007 CN30              | 25 de gener de 2007    | Kitt Peak            | Spacewatch           |
| 456568 | 2007 CD32              | 1 d'octubre de 2005    | Kitt Peak            | Spacewatch           |
| 456569 | 2007 CH33              | 27 de gener de 2007    | Kitt Peak            | Spacewatch           |
| 456570 | 2007 CO44              | 25 de gener de 2007    | Kitt Peak            | Spacewatch           |
| 456571 | 2007 DY3               | 16 de febrer de 2007   | Mount Lemmon         | Mt. Lemmon Survey    |
| 456572 | 2007 DB13              | 17 de gener de 2007    | Kitt Peak            | Spacewatch           |
| 456573 | 2007 DQ16              | 17 de febrer de 2007   | Kitt Peak            | Spacewatch           |
| 456574 | 2007 DV16              | 17 de febrer de 2007   | Kitt Peak            | Spacewatch           |
| 456575 | 2007 DW18              | 17 de febrer de 2007   | Kitt Peak            | Spacewatch           |
| 456576 | 2007 DV20              | 17 de febrer de 2007   | Kitt Peak            | Spacewatch           |
| 456577 | 2007 DZ21              | 17 de febrer de 2007   | Kitt Peak            | Spacewatch           |
| 456578 | 2007 DL27              | 17 de febrer de 2007   | Kitt Peak            | Spacewatch           |
| 456579 | 2007 DK28              | 17 de febrer de 2007   | Kitt Peak            | Spacewatch           |
| 456580 | 2007 DF32              | 27 de desembre de 2006 | Mount Lemmon         | Mt. Lemmon Survey    |
| 456581 | 2007 DG33              | 17 de febrer de 2007   | Kitt Peak            | Spacewatch           |
| 456582 | 2007 DU34              | 17 de febrer de 2007   | Kitt Peak            | Spacewatch           |
| 456583 | 2007 DJ39              | 17 de febrer de 2007   | Kitt Peak            | Spacewatch           |
| 456584 | 2007 DC50              | 16 de febrer de 2007   | Catalina             | CSS                  |
| 456585 | 2007 DK51              | 17 de febrer de 2007   | Socorro              | LINEAR               |
| 456586 | 2007 DL55              | 21 de febrer de 2007   | Kitt Peak            | Spacewatch           |
| 456587 | 2007 DU58              | 9 de febrer de 2007    | Kitt Peak            | Spacewatch           |
| 456588 | 2007 DH60              | 17 de febrer de 2007   | Catalina             | CSS                  |
| 456589 | 2007 DN60              | 22 de febrer de 2007   | Anderson Mesa        | LONEOS               |
| 456590 | 2007 DD93              | 17 de gener de 2007    | Mount Lemmon         | Mt. Lemmon Survey    |
| 456591 | 2007 DO103             | 9 de febrer de 2007    | Kitt Peak            | Spacewatch           |
| 456592 | 2007 ES12              | 21 de febrer de 2007   | Mount Lemmon         | Mt. Lemmon Survey    |
| 456593 | 2007 EX14              | 9 de març de 2007      | Mount Lemmon         | Mt. Lemmon Survey    |
| 456594 | 2007 EB25              | 10 de març de 2007     | Mount Lemmon         | Mt. Lemmon Survey    |
| 456595 | 2007 EJ41              | 17 de febrer de 2007   | Mount Lemmon         | Mt. Lemmon Survey    |
| 456596 | 2007 EO75              | 10 de març de 2007     | Kitt Peak            | Spacewatch           |
| 456597 | 2007 EF82              | 11 de març de 2007     | Anderson Mesa        | LONEOS               |
| 456598 | 2007 EQ104             | 11 de març de 2007     | Mount Lemmon         | Mt. Lemmon Survey    |
| 456599 | 2007 ET138             | 27 de gener de 2007    | Mount Lemmon         | Mt. Lemmon Survey    |
| 456600 | 2007 ED146             | 12 de març de 2007     | Mount Lemmon         | Mt. Lemmon Survey    |

## 456601–456700
| Nom    | Designació provisional | Data de descobriment   | Lloc de descobriment | Descobridor/s                     |
| ------ | ---------------------- | ---------------------- | -------------------- | --------------------------------- |
| 456601 | 2007 EE146             | 12 de març de 2007     | Mount Lemmon         | Mt. Lemmon Survey                 |
| 456602 | 2007 EY155             | 12 de març de 2007     | Kitt Peak            | Spacewatch                        |
| 456603 | 2007 EB157             | 12 de març de 2007     | Kitt Peak            | Spacewatch                        |
| 456604 | 2007 EK161             | 15 de març de 2007     | Kitt Peak            | Spacewatch                        |
| 456605 | 2007 ER188             | 23 de febrer de 2007   | Kitt Peak            | Spacewatch                        |
| 456606 | 2007 EV217             | 13 de març de 2007     | Kitt Peak            | Spacewatch                        |
| 456607 | 2007 ET218             | 11 de març de 2007     | Catalina             | CSS                               |
| 456608 | 2007 FU7               | 9 de març de 2007      | Kitt Peak            | Spacewatch                        |
| 456609 | 2007 FR35              | 16 de març de 2007     | Catalina             | CSS                               |
| 456610 | 2007 FL42              | 28 de març de 2007     | Socorro              | LINEAR                            |
| 456611 | 2007 GV11              | 11 de març de 2007     | Kitt Peak            | Spacewatch                        |
| 456612 | 2007 GD14              | 11 d'abril de 2007     | Kitt Peak            | Spacewatch                        |
| 456613 | 2007 GE36              | 16 de març de 2007     | Mount Lemmon         | Mt. Lemmon Survey                 |
| 456614 | 2007 GP39              | 14 d'abril de 2007     | Kitt Peak            | Spacewatch                        |
| 456615 | 2007 GQ60              | 15 d'abril de 2007     | Kitt Peak            | Spacewatch                        |
| 456616 | 2007 GB71              | 26 de març de 2007     | Kitt Peak            | Spacewatch                        |
| 456617 | 2007 GK77              | 14 d'abril de 2007     | Kitt Peak            | Spacewatch                        |
| 456618 | 2007 HB                | 16 d'abril de 2007     | Mount Lemmon         | Mt. Lemmon Survey                 |
| 456619 | 2007 HU3               | 16 d'abril de 2007     | Catalina             | CSS                               |
| 456620 | 2007 HQ40              | 20 d'abril de 2007     | Kitt Peak            | Spacewatch                        |
| 456621 | 2007 HE41              | 20 d'abril de 2007     | Mount Lemmon         | Mt. Lemmon Survey                 |
| 456622 | 2007 HW41              | 25 de març de 2007     | Mount Lemmon         | Mt. Lemmon Survey                 |
| 456623 | 2007 HU74              | 14 d'abril de 2007     | Kitt Peak            | Spacewatch                        |
| 456624 | 2007 HS95              | 18 d'abril de 2007     | Mount Lemmon         | Mt. Lemmon Survey                 |
| 456625 | 2007 JR19              | 11 d'abril de 2007     | Kitt Peak            | Spacewatch                        |
| 456626 | 2007 JL25              | 9 de maig de 2007      | Kitt Peak            | Spacewatch                        |
| 456627 | 2007 KE7               | 21 de maig de 2007     | Charleston           | Astronomical Research Observatory |
| 456628 | 2007 LG16              | 10 de juny de 2007     | Kitt Peak            | Spacewatch                        |
| 456629 | 2007 LK19              | 24 d'abril de 2007     | Mount Lemmon         | Mt. Lemmon Survey                 |
| 456630 | 2007 LP33              | 10 de juny de 2007     | Catalina             | CSS                               |
| 456631 | 2007 PN11              | 9 d'agost de 2007      | Socorro              | LINEAR                            |
| 456632 | 2007 PJ15              | 8 d'agost de 2007      | Socorro              | LINEAR                            |
| 456633 | 2007 PJ19              | 19 de juliol de 2007   | Mount Lemmon         | Mt. Lemmon Survey                 |
| 456634 | 2007 PE25              | 10 d'agost de 2007     | Reedy Creek          | Broughton, J.                     |
| 456635 | 2007 PD38              | 13 d'agost de 2007     | Socorro              | LINEAR                            |
| 456636 | 2007 PN45              | 7 d'abril de 2006      | Kitt Peak            | Spacewatch                        |
| 456637 | 2007 PR48              | 10 d'agost de 2007     | Siding Spring        | Siding Spring Survey              |
| 456638 | 2007 QN6               | 21 d'agost de 2007     | Anderson Mesa        | LONEOS                            |
| 456639 | 2007 QP6               | 9 d'agost de 2007      | Socorro              | LINEAR                            |
| 456640 | 2007 QJ9               | 22 d'agost de 2007     | Socorro              | LINEAR                            |
| 456641 | 2007 QL9               | 22 d'agost de 2007     | Socorro              | LINEAR                            |
| 456642 | 2007 QM13              | 24 d'agost de 2007     | Kitt Peak            | Spacewatch                        |
| 456643 | 2007 QC15              | 23 d'agost de 2007     | Kitt Peak            | Spacewatch                        |
| 456644 | 2007 QL17              | 24 d'agost de 2007     | Kitt Peak            | Spacewatch                        |
| 456645 | 2007 RJ4               | 3 de setembre de 2007  | Catalina             | CSS                               |
| 456646 | 2007 RJ5               | 2 de setembre de 2007  | Siding Spring        | Sárneczky, K., Kiss, L.           |
| 456647 | 2007 RH15              | 12 de setembre de 2007 | Dauban               | Chante-Perdrix                    |
| 456648 | 2007 RK18              | 11 de setembre de 2007 | Kitt Peak            | Spacewatch                        |
| 456649 | 2007 RU18              | 12 de setembre de 2007 | Dauban               | Chante-Perdrix                    |
| 456650 | 2007 RY18              | 13 de setembre de 2007 | Dauban               | Chante-Perdrix                    |
| 456651 | 2007 RT19              | 14 de setembre de 2007 | Socorro              | LINEAR                            |
| 456652 | 2007 RA21              | 9 d'agost de 2007      | Socorro              | LINEAR                            |
| 456653 | 2007 RB21              | 10 d'agost de 2007     | Kitt Peak            | Spacewatch                        |
| 456654 | 2007 RV22              | 3 de setembre de 2007  | Catalina             | CSS                               |
| 456655 | 2007 RY23              | 21 d'agost de 2007     | Anderson Mesa        | LONEOS                            |
| 456656 | 2007 RF33              | 5 de setembre de 2007  | Catalina             | CSS                               |
| 456657 | 2007 RO33              | 5 de setembre de 2007  | Catalina             | CSS                               |
| 456658 | 2007 RF37              | 8 de setembre de 2007  | Anderson Mesa        | LONEOS                            |
| 456659 | 2007 RL37              | 8 de setembre de 2007  | Anderson Mesa        | LONEOS                            |
| 456660 | 2007 RN38              | 11 d'agost de 2007     | Socorro              | LINEAR                            |
| 456661 | 2007 RD54              | 9 de setembre de 2007  | Kitt Peak            | Spacewatch                        |
| 456662 | 2007 RF55              | 9 de setembre de 2007  | Kitt Peak            | Spacewatch                        |
| 456663 | 2007 RJ55              | 9 de setembre de 2007  | Anderson Mesa        | LONEOS                            |
| 456664 | 2007 RQ55              | 9 de setembre de 2007  | Kitt Peak            | Spacewatch                        |
| 456665 | 2007 RH59              | 10 de setembre de 2007 | Kitt Peak            | Spacewatch                        |
| 456666 | 2007 RO60              | 10 de setembre de 2007 | Catalina             | CSS                               |
| 456667 | 2007 RK66              | 10 d'agost de 2007     | Kitt Peak            | Spacewatch                        |
| 456668 | 2007 RX76              | 10 de setembre de 2007 | Mount Lemmon         | Mt. Lemmon Survey                 |
| 456669 | 2007 RJ78              | 10 de setembre de 2007 | Mount Lemmon         | Mt. Lemmon Survey                 |
| 456670 | 2007 RH80              | 10 de setembre de 2007 | Catalina             | CSS                               |
| 456671 | 2007 RK82              | 10 de setembre de 2007 | Mount Lemmon         | Mt. Lemmon Survey                 |
| 456672 | 2007 RM82              | 24 d'agost de 2007     | Kitt Peak            | Spacewatch                        |
| 456673 | 2007 RG91              | 10 de setembre de 2007 | Mount Lemmon         | Mt. Lemmon Survey                 |
| 456674 | 2007 RF98              | 10 de setembre de 2007 | Kitt Peak            | Spacewatch                        |
| 456675 | 2007 RG112             | 11 de setembre de 2007 | Kitt Peak            | Spacewatch                        |
| 456676 | 2007 RM112             | 11 de setembre de 2007 | Mount Lemmon         | Mt. Lemmon Survey                 |
| 456677 | 2007 RM119             | 11 de setembre de 2007 | XuYi                 | PMO NEO Survey Program            |
| 456678 | 2007 RF124             | 18 de juliol de 2007   | Mount Lemmon         | Mt. Lemmon Survey                 |
| 456679 | 2007 RX126             | 12 de setembre de 2007 | Mount Lemmon         | Mt. Lemmon Survey                 |
| 456680 | 2007 RK134             | 11 de setembre de 2007 | XuYi                 | PMO NEO Survey Program            |
| 456681 | 2007 RO134             | 8 de setembre de 2007  | Anderson Mesa        | LONEOS                            |
| 456682 | 2007 RV139             | 13 de setembre de 2007 | Socorro              | LINEAR                            |
| 456683 | 2007 RP151             | 13 d'agost de 2007     | Socorro              | LINEAR                            |
| 456684 | 2007 RL156             | 24 d'agost de 2007     | Kitt Peak            | Spacewatch                        |
| 456685 | 2007 RZ156             | 23 d'agost de 2007     | Kitt Peak            | Spacewatch                        |
| 456686 | 2007 RD158             | 12 de setembre de 2007 | Catalina             | CSS                               |
| 456687 | 2007 RQ163             | 10 de setembre de 2007 | Kitt Peak            | Spacewatch                        |
| 456688 | 2007 RR163             | 10 de setembre de 2007 | Kitt Peak            | Spacewatch                        |
| 456689 | 2007 RU165             | 10 de setembre de 2007 | Kitt Peak            | Spacewatch                        |
| 456690 | 2007 RY165             | 10 de setembre de 2007 | Kitt Peak            | Spacewatch                        |
| 456691 | 2007 RE195             | 12 de setembre de 2007 | Kitt Peak            | Spacewatch                        |
| 456692 | 2007 RJ206             | 10 de setembre de 2007 | Kitt Peak            | Spacewatch                        |
| 456693 | 2007 RM207             | 10 de setembre de 2007 | Kitt Peak            | Spacewatch                        |
| 456694 | 2007 RB210             | 10 de setembre de 2007 | Kitt Peak            | Spacewatch                        |
| 456695 | 2007 RT212             | 18 d'agost de 2007     | XuYi                 | PMO NEO Survey Program            |
| 456696 | 2007 RK213             | 23 d'agost de 2007     | Kitt Peak            | Spacewatch                        |
| 456697 | 2007 RO219             | 5 de setembre de 2007  | Catalina             | CSS                               |
| 456698 | 2007 RT223             | 8 de setembre de 2007  | Mount Lemmon         | Mt. Lemmon Survey                 |
| 456699 | 2007 RL234             | 12 de setembre de 2007 | Catalina             | CSS                               |
| 456700 | 2007 RU240             | 4 de setembre de 2007  | Catalina             | CSS                               |

## 456701–456800
| Nom    | Designació provisional | Data de descobriment   | Lloc de descobriment | Descobridor/s          |
| ------ | ---------------------- | ---------------------- | -------------------- | ---------------------- |
| 456701 | 2007 RV241             | 13 de setembre de 2007 | Socorro              | LINEAR                 |
| 456702 | 2007 RL244             | 11 de setembre de 2007 | Kitt Peak            | Spacewatch             |
| 456703 | 2007 RM244             | 11 de setembre de 2007 | Kitt Peak            | Spacewatch             |
| 456704 | 2007 RY244             | 11 de setembre de 2007 | Kitt Peak            | Spacewatch             |
| 456705 | 2007 RZ251             | 13 de setembre de 2007 | Kitt Peak            | Spacewatch             |
| 456706 | 2007 RF253             | 13 de setembre de 2007 | Mount Lemmon         | Mt. Lemmon Survey      |
| 456707 | 2007 RV265             | 18 de juliol de 2007   | Mount Lemmon         | Mt. Lemmon Survey      |
| 456708 | 2007 RL273             | 15 de setembre de 2007 | Kitt Peak            | Spacewatch             |
| 456709 | 2007 RV286             | 4 de setembre de 2007  | Mount Lemmon         | Mt. Lemmon Survey      |
| 456710 | 2007 RX287             | 10 de setembre de 2007 | Kitt Peak            | Spacewatch             |
| 456711 | 2007 RG289             | 11 de setembre de 2007 | Purple Mountain      | PMO NEO Survey Program |
| 456712 | 2007 RD290             | 3 de setembre de 2007  | Catalina             | CSS                    |
| 456713 | 2007 RU290             | 11 de setembre de 2007 | Kitt Peak            | Spacewatch             |
| 456714 | 2007 RF292             | 12 de setembre de 2007 | Mount Lemmon         | Mt. Lemmon Survey      |
| 456715 | 2007 RG292             | 12 de setembre de 2007 | Mount Lemmon         | Mt. Lemmon Survey      |
| 456716 | 2007 RY293             | 13 de setembre de 2007 | Mount Lemmon         | Mt. Lemmon Survey      |
| 456717 | 2007 RV295             | 14 de setembre de 2007 | Kitt Peak            | Spacewatch             |
| 456718 | 2007 RP298             | 10 de setembre de 2007 | Kitt Peak            | Spacewatch             |
| 456719 | 2007 RL301             | 13 de setembre de 2007 | Kitt Peak            | Spacewatch             |
| 456720 | 2007 RY316             | 9 de setembre de 2007  | Kitt Peak            | Spacewatch             |
| 456721 | 2007 RK318             | 11 de setembre de 2007 | Kitt Peak            | Spacewatch             |
| 456722 | 2007 RK322             | 12 de setembre de 2007 | Catalina             | CSS                    |
| 456723 | 2007 RK323             | 15 de setembre de 2007 | Kitt Peak            | Spacewatch             |
| 456724 | 2007 SZ5               | 21 de setembre de 2007 | Socorro              | LINEAR                 |
| 456725 | 2007 SF7               | 11 de setembre de 2007 | Kitt Peak            | Spacewatch             |
| 456726 | 2007 SO7               | 18 de setembre de 2007 | Kitt Peak            | Spacewatch             |
| 456727 | 2007 SY13              | 20 de setembre de 2007 | Catalina             | CSS                    |
| 456728 | 2007 SA14              | 20 de setembre de 2007 | Catalina             | CSS                    |
| 456729 | 2007 SC16              | 10 de setembre de 2007 | Catalina             | CSS                    |
| 456730 | 2007 SQ22              | 19 de setembre de 2007 | Socorro              | LINEAR                 |
| 456731 | 2007 TL8               | 8 d'octubre de 2007    | Heidelberg           | Hormuth, F.            |
| 456732 | 2007 TP9               | 9 de setembre de 2007  | Mount Lemmon         | Mt. Lemmon Survey      |
| 456733 | 2007 TD12              | 6 d'octubre de 2007    | Socorro              | LINEAR                 |
| 456734 | 2007 TZ12              | 6 d'octubre de 2007    | Socorro              | LINEAR                 |
| 456735 | 2007 TA14              | 7 d'octubre de 2007    | Socorro              | LINEAR                 |
| 456736 | 2007 TG14              | 14 de setembre de 2007 | Mount Lemmon         | Mt. Lemmon Survey      |
| 456737 | 2007 TU15              | 5 d'octubre de 2007    | Kitt Peak            | Spacewatch             |
| 456738 | 2007 TX17              | 25 de setembre de 2007 | Mount Lemmon         | Mt. Lemmon Survey      |
| 456739 | 2007 TR21              | 12 de setembre de 2007 | Catalina             | CSS                    |
| 456740 | 2007 TF23              | 5 de setembre de 2007  | Mount Lemmon         | Mt. Lemmon Survey      |
| 456741 | 2007 TV25              | 4 d'octubre de 2007    | Kitt Peak            | Spacewatch             |
| 456742 | 2007 TU26              | 11 de setembre de 2007 | Mount Lemmon         | Mt. Lemmon Survey      |
| 456743 | 2007 TS28              | 4 d'octubre de 2007    | Kitt Peak            | Spacewatch             |
| 456744 | 2007 TG29              | 4 d'octubre de 2007    | Kitt Peak            | Spacewatch             |
| 456745 | 2007 TA35              | 6 d'octubre de 2007    | Kitt Peak            | Spacewatch             |
| 456746 | 2007 TM43              | 18 de setembre de 2007 | Mount Lemmon         | Mt. Lemmon Survey      |
| 456747 | 2007 TF46              | 7 d'octubre de 2007    | Kitt Peak            | Spacewatch             |
| 456748 | 2007 TA51              | 14 de setembre de 2007 | Mount Lemmon         | Mt. Lemmon Survey      |
| 456749 | 2007 TN52              | 8 de setembre de 2007  | Mount Lemmon         | Mt. Lemmon Survey      |
| 456750 | 2007 TM56              | 4 d'octubre de 2007    | Kitt Peak            | Spacewatch             |
| 456751 | 2007 TP58              | 23 d'agost de 2007     | Kitt Peak            | Spacewatch             |
| 456752 | 2007 TF73              | 8 d'octubre de 2007    | Kitt Peak            | Spacewatch             |
| 456753 | 2007 TY79              | 7 d'octubre de 2007    | Mount Lemmon         | Mt. Lemmon Survey      |
| 456754 | 2007 TQ80              | 7 d'octubre de 2007    | Catalina             | CSS                    |
| 456755 | 2007 TJ81              | 5 de setembre de 2007  | Mount Lemmon         | Mt. Lemmon Survey      |
| 456756 | 2007 TX84              | 25 de setembre de 2007 | Mount Lemmon         | Mt. Lemmon Survey      |
| 456757 | 2007 TZ91              | 10 de setembre de 2007 | Kitt Peak            | Spacewatch             |
| 456758 | 2007 TP93              | 6 d'octubre de 2007    | Kitt Peak            | Spacewatch             |
| 456759 | 2007 TX93              | 12 de setembre de 2007 | Mount Lemmon         | Mt. Lemmon Survey      |
| 456760 | 2007 TU94              | 7 d'octubre de 2007    | Catalina             | CSS                    |
| 456761 | 2007 TO98              | 8 d'octubre de 2007    | Mount Lemmon         | Mt. Lemmon Survey      |
| 456762 | 2007 TB99              | 8 d'octubre de 2007    | Mount Lemmon         | Mt. Lemmon Survey      |
| 456763 | 2007 TJ103             | 8 d'octubre de 2007    | Mount Lemmon         | Mt. Lemmon Survey      |
| 456764 | 2007 TW103             | 8 d'octubre de 2007    | Mount Lemmon         | Mt. Lemmon Survey      |
| 456765 | 2007 TL105             | 5 de setembre de 2007  | Mount Lemmon         | Mt. Lemmon Survey      |
| 456766 | 2007 TV107             | 13 de setembre de 2007 | Kitt Peak            | Spacewatch             |
| 456767 | 2007 TJ113             | 8 d'octubre de 2007    | Anderson Mesa        | LONEOS                 |
| 456768 | 2007 TO121             | 6 d'octubre de 2007    | Kitt Peak            | Spacewatch             |
| 456769 | 2007 TW121             | 6 d'octubre de 2007    | Kitt Peak            | Spacewatch             |
| 456770 | 2007 TC125             | 6 d'octubre de 2007    | Kitt Peak            | Spacewatch             |
| 456771 | 2007 TE131             | 7 d'octubre de 2007    | Mount Lemmon         | Mt. Lemmon Survey      |
| 456772 | 2007 TW135             | 13 d'agost de 2007     | Socorro              | LINEAR                 |
| 456773 | 2007 TQ143             | 6 d'octubre de 2007    | Socorro              | LINEAR                 |
| 456774 | 2007 TW143             | 13 de setembre de 2007 | Kitt Peak            | Spacewatch             |
| 456775 | 2007 TY144             | 6 d'octubre de 2007    | Socorro              | LINEAR                 |
| 456776 | 2007 TQ145             | 25 de setembre de 2007 | Mount Lemmon         | Mt. Lemmon Survey      |
| 456777 | 2007 TS155             | 9 d'octubre de 2007    | Socorro              | LINEAR                 |
| 456778 | 2007 TQ157             | 15 de setembre de 2007 | Anderson Mesa        | LONEOS                 |
| 456779 | 2007 TV162             | 5 d'octubre de 2007    | Kitt Peak            | Spacewatch             |
| 456780 | 2007 TT169             | 7 d'octubre de 2007    | Catalina             | CSS                    |
| 456781 | 2007 TY170             | 7 d'octubre de 2007    | Mount Lemmon         | Mt. Lemmon Survey      |
| 456782 | 2007 TV171             | 8 d'octubre de 2007    | Anderson Mesa        | LONEOS                 |
| 456783 | 2007 TF174             | 8 de setembre de 2007  | Mount Lemmon         | Mt. Lemmon Survey      |
| 456784 | 2007 TZ174             | 4 d'octubre de 2007    | Kitt Peak            | Spacewatch             |
| 456785 | 2007 TE175             | 4 d'octubre de 2007    | Kitt Peak            | Spacewatch             |
| 456786 | 2007 TX177             | 12 de setembre de 2007 | Mount Lemmon         | Mt. Lemmon Survey      |
| 456787 | 2007 TB187             | 7 d'octubre de 2007    | Catalina             | CSS                    |
| 456788 | 2007 TA195             | 21 de setembre de 2003 | Kitt Peak            | Spacewatch             |
| 456789 | 2007 TD200             | 8 d'octubre de 2007    | Kitt Peak            | Spacewatch             |
| 456790 | 2007 TK200             | 8 d'octubre de 2007    | Mount Lemmon         | Mt. Lemmon Survey      |
| 456791 | 2007 TK204             | 8 d'octubre de 2007    | Mount Lemmon         | Mt. Lemmon Survey      |
| 456792 | 2007 TE205             | 8 d'octubre de 2007    | Mount Lemmon         | Mt. Lemmon Survey      |
| 456793 | 2007 TH205             | 8 d'octubre de 2007    | Mount Lemmon         | Mt. Lemmon Survey      |
| 456794 | 2007 TC210             | 11 de setembre de 2007 | Mount Lemmon         | Mt. Lemmon Survey      |
| 456795 | 2007 TK230             | 8 d'octubre de 2007    | Kitt Peak            | Spacewatch             |
| 456796 | 2007 TE236             | 9 d'octubre de 2007    | Mount Lemmon         | Mt. Lemmon Survey      |
| 456797 | 2007 TB239             | 10 d'octubre de 2007   | Mount Lemmon         | Mt. Lemmon Survey      |
| 456798 | 2007 TL244             | 8 d'octubre de 2007    | Catalina             | CSS                    |
| 456799 | 2007 TC246             | 9 d'octubre de 2007    | Catalina             | CSS                    |
| 456800 | 2007 TY247             | 10 d'octubre de 2007   | Kitt Peak            | Spacewatch             |

## 456801–456900
| Nom    | Designació provisional | Data de descobriment   | Lloc de descobriment | Descobridor/s                             |
| ------ | ---------------------- | ---------------------- | -------------------- | ----------------------------------------- |
| 456801 | 2007 TA259             | 10 d'octubre de 2007   | Mount Lemmon         | Mt. Lemmon Survey                         |
| 456802 | 2007 TH265             | 1 de febrer de 2005    | Catalina             | CSS                                       |
| 456803 | 2007 TN270             | 5 d'octubre de 2007    | Kitt Peak            | Spacewatch                                |
| 456804 | 2007 TL291             | 11 de setembre de 2007 | Kitt Peak            | Spacewatch                                |
| 456805 | 2007 TZ291             | 13 d'octubre de 2007   | Catalina             | CSS                                       |
| 456806 | 2007 TZ299             | 12 d'octubre de 2007   | Kitt Peak            | Spacewatch                                |
| 456807 | 2007 TW304             | 15 de setembre de 2007 | Kitt Peak            | Spacewatch                                |
| 456808 | 2007 TS312             | 11 d'octubre de 2007   | Mount Lemmon         | Mt. Lemmon Survey                         |
| 456809 | 2007 TQ351             | 3 de setembre de 2007  | Catalina             | CSS                                       |
| 456810 | 2007 TV356             | 12 d'octubre de 2007   | Kitt Peak            | Spacewatch                                |
| 456811 | 2007 TD357             | 8 de setembre de 2007  | Mount Lemmon         | Mt. Lemmon Survey                         |
| 456812 | 2007 TS358             | 10 d'abril de 2002     | Socorro              | LINEAR                                    |
| 456813 | 2007 TV363             | 14 d'octubre de 2007   | Mount Lemmon         | Mt. Lemmon Survey                         |
| 456814 | 2007 TP366             | 26 de setembre de 2007 | Mount Lemmon         | Mt. Lemmon Survey                         |
| 456815 | 2007 TK372             | 13 de setembre de 2007 | Mount Lemmon         | Mt. Lemmon Survey                         |
| 456816 | 2007 TP375             | 12 de setembre de 2007 | Catalina             | CSS                                       |
| 456817 | 2007 TJ377             | 11 d'octubre de 2007   | Mount Lemmon         | Mt. Lemmon Survey                         |
| 456818 | 2007 TN389             | 13 d'octubre de 2007   | Catalina             | CSS                                       |
| 456819 | 2007 TZ392             | 15 d'octubre de 2007   | Lulin                | LUSS                                      |
| 456820 | 2007 TA393             | 15 d'octubre de 2007   | Lulin                | LUSS                                      |
| 456821 | 2007 TO410             | 8 d'octubre de 2007    | Anderson Mesa        | LONEOS                                    |
| 456822 | 2007 TN412             | 13 de setembre de 2007 | Catalina             | CSS                                       |
| 456823 | 2007 TN413             | 25 de setembre de 2007 | Mount Lemmon         | Mt. Lemmon Survey                         |
| 456824 | 2007 TY418             | 10 d'octubre de 2007   | Kitt Peak            | Spacewatch                                |
| 456825 | 2007 TW420             | 14 de setembre de 2007 | Catalina             | CSS                                       |
| 456826 | 2007 TH422             | 3 d'octubre de 2007    | Apache Point         | Becker, A. C., Puckett, A. W., Kubica, J. |
| 456827 | 2007 TA425             | 8 d'octubre de 2007    | Kitt Peak            | Spacewatch                                |
| 456828 | 2007 TS425             | 8 d'octubre de 2007    | Mount Lemmon         | Mt. Lemmon Survey                         |
| 456829 | 2007 TE427             | 10 d'octubre de 2007   | Kitt Peak            | Spacewatch                                |
| 456830 | 2007 TF428             | 10 d'octubre de 2007   | Mount Lemmon         | Mt. Lemmon Survey                         |
| 456831 | 2007 TN433             | 10 d'octubre de 2007   | Kitt Peak            | Spacewatch                                |
| 456832 | 2007 TA434             | 15 d'octubre de 2007   | Kitt Peak            | Spacewatch                                |
| 456833 | 2007 TC435             | 9 d'octubre de 2007    | Mount Lemmon         | Mt. Lemmon Survey                         |
| 456834 | 2007 TK435             | 12 d'octubre de 2007   | Mount Lemmon         | Mt. Lemmon Survey                         |
| 456835 | 2007 TP444             | 9 d'octubre de 2007    | Socorro              | LINEAR                                    |
| 456836 | 2007 TX445             | 8 d'octubre de 2007    | Catalina             | CSS                                       |
| 456837 | 2007 TK446             | 9 d'octubre de 2007    | Kitt Peak            | Spacewatch                                |
| 456838 | 2007 UU4               | 9 d'octubre de 2007    | Socorro              | LINEAR                                    |
| 456839 | 2007 UP11              | 8 d'octubre de 2007    | XuYi                 | PMO NEO Survey Program                    |
| 456840 | 2007 UC22              | 7 d'octubre de 2007    | Mount Lemmon         | Mt. Lemmon Survey                         |
| 456841 | 2007 UK24              | 16 d'octubre de 2007   | Kitt Peak            | Spacewatch                                |
| 456842 | 2007 UM25              | 12 d'octubre de 2007   | Kitt Peak            | Spacewatch                                |
| 456843 | 2007 UG43              | 6 d'octubre de 2007    | Kitt Peak            | Spacewatch                                |
| 456844 | 2007 UQ49              | 24 d'octubre de 2007   | Mount Lemmon         | Mt. Lemmon Survey                         |
| 456845 | 2007 UL53              | 30 d'octubre de 2007   | Kitt Peak            | Spacewatch                                |
| 456846 | 2007 UM53              | 11 d'octubre de 2007   | Kitt Peak            | Spacewatch                                |
| 456847 | 2007 UQ81              | 30 d'octubre de 2007   | Kitt Peak            | Spacewatch                                |
| 456848 | 2007 UQ82              | 30 d'octubre de 2007   | Kitt Peak            | Spacewatch                                |
| 456849 | 2007 UD83              | 8 d'octubre de 2007    | Mount Lemmon         | Mt. Lemmon Survey                         |
| 456850 | 2007 UN84              | 30 d'octubre de 2007   | Kitt Peak            | Spacewatch                                |
| 456851 | 2007 UZ99              | 16 d'octubre de 2007   | Mount Lemmon         | Mt. Lemmon Survey                         |
| 456852 | 2007 UB106             | 31 d'octubre de 2007   | Kitt Peak            | Spacewatch                                |
| 456853 | 2007 UE107             | 31 d'octubre de 2007   | Kitt Peak            | Spacewatch                                |
| 456854 | 2007 UT107             | 12 de setembre de 2007 | Mount Lemmon         | Mt. Lemmon Survey                         |
| 456855 | 2007 UO123             | 31 d'octubre de 2007   | Mount Lemmon         | Mt. Lemmon Survey                         |
| 456856 | 2007 UY126             | 20 d'octubre de 2007   | Mount Lemmon         | Mt. Lemmon Survey                         |
| 456857 | 2007 UX127             | 24 d'octubre de 2007   | Mount Lemmon         | Mt. Lemmon Survey                         |
| 456858 | 2007 UK137             | 16 d'octubre de 2007   | Catalina             | CSS                                       |
| 456859 | 2007 UN140             | 17 d'octubre de 2007   | Mount Lemmon         | Mt. Lemmon Survey                         |
| 456860 | 2007 UG141             | 25 d'octubre de 2007   | Mount Lemmon         | Mt. Lemmon Survey                         |
| 456861 | 2007 VB4               | 21 d'octubre de 2007   | Kitt Peak            | Spacewatch                                |
| 456862 | 2007 VR4               | 20 de setembre de 2007 | Catalina             | CSS                                       |
| 456863 | 2007 VX7               | 4 de novembre de 2007  | Catalina             | CSS                                       |
| 456864 | 2007 VE9               | 2 de novembre de 2007  | Mount Lemmon         | Mt. Lemmon Survey                         |
| 456865 | 2007 VF11              | 10 d'octubre de 2007   | Anderson Mesa        | LONEOS                                    |
| 456866 | 2007 VH13              | 8 de setembre de 2007  | Mount Lemmon         | Mt. Lemmon Survey                         |
| 456867 | 2007 VP15              | 8 d'octubre de 2007    | Mount Lemmon         | Mt. Lemmon Survey                         |
| 456868 | 2007 VC39              | 16 d'octubre de 2007   | Mount Lemmon         | Mt. Lemmon Survey                         |
| 456869 | 2007 VR39              | 13 de setembre de 2007 | Mount Lemmon         | Mt. Lemmon Survey                         |
| 456870 | 2007 VQ42              | 3 de novembre de 2007  | Mount Lemmon         | Mt. Lemmon Survey                         |
| 456871 | 2007 VT43              | 1 de novembre de 2007  | Kitt Peak            | Spacewatch                                |
| 456872 | 2007 VO49              | 1 de novembre de 2007  | Kitt Peak            | Spacewatch                                |
| 456873 | 2007 VJ61              | 1 de novembre de 2007  | Kitt Peak            | Spacewatch                                |
| 456874 | 2007 VM68              | 3 de novembre de 2007  | Mount Lemmon         | Mt. Lemmon Survey                         |
| 456875 | 2007 VP76              | 15 de setembre de 2007 | Mount Lemmon         | Mt. Lemmon Survey                         |
| 456876 | 2007 VP78              | 3 de novembre de 2007  | Kitt Peak            | Spacewatch                                |
| 456877 | 2007 VY91              | 7 de novembre de 2007  | Eskridge             | Hug, G.                                   |
| 456878 | 2007 VL92              | 2 de novembre de 2007  | Socorro              | LINEAR                                    |
| 456879 | 2007 VX93              | 16 d'octubre de 2007   | Mount Lemmon         | Mt. Lemmon Survey                         |
| 456880 | 2007 VM102             | 2 de novembre de 2007  | Kitt Peak            | Spacewatch                                |
| 456881 | 2007 VP103             | 3 de novembre de 2007  | Kitt Peak            | Spacewatch                                |
| 456882 | 2007 VU104             | 3 de novembre de 2007  | Kitt Peak            | Spacewatch                                |
| 456883 | 2007 VO105             | 3 de novembre de 2007  | Kitt Peak            | Spacewatch                                |
| 456884 | 2007 VP108             | 3 de novembre de 2007  | Kitt Peak            | Spacewatch                                |
| 456885 | 2007 VZ108             | 3 de novembre de 2007  | Kitt Peak            | Spacewatch                                |
| 456886 | 2007 VY120             | 5 de novembre de 2007  | Kitt Peak            | Spacewatch                                |
| 456887 | 2007 VU122             | 2 de febrer de 2005    | Kitt Peak            | Spacewatch                                |
| 456888 | 2007 VF123             | 13 de setembre de 2007 | Mount Lemmon         | Mt. Lemmon Survey                         |
| 456889 | 2007 VP123             | 19 d'octubre de 2007   | Catalina             | CSS                                       |
| 456890 | 2007 VC131             | 1 de novembre de 2007  | Kitt Peak            | Spacewatch                                |
| 456891 | 2007 VN144             | 4 de novembre de 2007  | Kitt Peak            | Spacewatch                                |
| 456892 | 2007 VZ147             | 4 de novembre de 2007  | Kitt Peak            | Spacewatch                                |
| 456893 | 2007 VX157             | 20 d'octubre de 2007   | Mount Lemmon         | Mt. Lemmon Survey                         |
| 456894 | 2007 VJ158             | 5 de novembre de 2007  | Kitt Peak            | Spacewatch                                |
| 456895 | 2007 VM176             | 8 d'octubre de 2007    | Mount Lemmon         | Mt. Lemmon Survey                         |
| 456896 | 2007 VX178             | 7 de novembre de 2007  | Mount Lemmon         | Mt. Lemmon Survey                         |
| 456897 | 2007 VZ180             | 9 de setembre de 2007  | Mount Lemmon         | Mt. Lemmon Survey                         |
| 456898 | 2007 VG184             | 11 de novembre de 2007 | Siding Spring        | Siding Spring Survey                      |
| 456899 | 2007 VV185             | 5 de novembre de 2007  | XuYi                 | PMO NEO Survey Program                    |
| 456900 | 2007 VW188             | 23 d'octubre de 2001   | Kitt Peak            | Spacewatch                                |

## 456901–457000
| Nom    | Designació provisional | Data de descobriment   | Lloc de descobriment | Descobridor/s     |
| ------ | ---------------------- | ---------------------- | -------------------- | ----------------- |
| 456901 | 2007 VL201             | 9 de novembre de 2007  | Mount Lemmon         | Mt. Lemmon Survey |
| 456902 | 2007 VT206             | 21 d'octubre de 2007   | Kitt Peak            | Spacewatch        |
| 456903 | 2007 VT216             | 9 de novembre de 2007  | Kitt Peak            | Spacewatch        |
| 456904 | 2007 VC222             | 7 de novembre de 2007  | Mount Lemmon         | Mt. Lemmon Survey |
| 456905 | 2007 VG225             | 10 d'octubre de 2007   | Kitt Peak            | Spacewatch        |
| 456906 | 2007 VU239             | 30 d'octubre de 2007   | Kitt Peak            | Spacewatch        |
| 456907 | 2007 VZ277             | 14 de novembre de 2007 | Kitt Peak            | Spacewatch        |
| 456908 | 2007 VG286             | 14 de novembre de 2007 | Kitt Peak            | Spacewatch        |
| 456909 | 2007 VQ319             | 8 de novembre de 2007  | Kitt Peak            | Spacewatch        |
| 456910 | 2007 VR325             | 2 de novembre de 2007  | Kitt Peak            | Spacewatch        |
| 456911 | 2007 VQ331             | 7 de novembre de 2007  | Socorro              | LINEAR            |
| 456912 | 2007 VO335             | 14 de novembre de 2007 | Mount Lemmon         | Mt. Lemmon Survey |
| 456913 | 2007 WC21              | 18 de novembre de 2007 | Mount Lemmon         | Mt. Lemmon Survey |
| 456914 | 2007 WM39              | 12 de novembre de 2007 | Mount Lemmon         | Mt. Lemmon Survey |
| 456915 | 2007 WQ58              | 17 de novembre de 2007 | Kitt Peak            | Spacewatch        |
| 456916 | 2007 WQ61              | 19 de novembre de 2007 | Kitt Peak            | Spacewatch        |
| 456917 | 2007 XP28              | 13 de novembre de 2007 | Kitt Peak            | Spacewatch        |
| 456918 | 2007 XL29              | 15 de desembre de 2007 | Mount Lemmon         | Mt. Lemmon Survey |
| 456919 | 2007 XS29              | 14 de setembre de 2007 | Mount Lemmon         | Mt. Lemmon Survey |
| 456920 | 2007 XG43              | 15 de desembre de 2007 | Kitt Peak            | Spacewatch        |
| 456921 | 2007 XM45              | 1 de desembre de 2003  | Kitt Peak            | Spacewatch        |
| 456922 | 2007 XS45              | 4 de desembre de 2007  | Kitt Peak            | Spacewatch        |
| 456923 | 2007 XD49              | 6 de novembre de 2007  | Mount Lemmon         | Mt. Lemmon Survey |
| 456924 | 2007 XH50              | 4 de desembre de 2007  | Catalina             | CSS               |
| 456925 | 2007 XQ51              | 4 de desembre de 2007  | Mount Lemmon         | Mt. Lemmon Survey |
| 456926 | 2007 XN52              | 6 de desembre de 2007  | Kitt Peak            | Spacewatch        |
| 456927 | 2007 XT52              | 4 de desembre de 2007  | Kitt Peak            | Spacewatch        |
| 456928 | 2007 XS53              | 15 de desembre de 2007 | Kitt Peak            | Spacewatch        |
| 456929 | 2007 XV57              | 5 de desembre de 2007  | Kitt Peak            | Spacewatch        |
| 456930 | 2007 YQ2               | 6 de desembre de 2007  | Socorro              | LINEAR            |
| 456931 | 2007 YP16              | 16 de desembre de 2007 | Kitt Peak            | Spacewatch        |
| 456932 | 2007 YU28              | 18 de novembre de 2007 | Kitt Peak            | Spacewatch        |
| 456933 | 2007 YJ42              | 30 de desembre de 2007 | Catalina             | CSS               |
| 456934 | 2007 YG43              | 30 de desembre de 2007 | Kitt Peak            | Spacewatch        |
| 456935 | 2007 YN43              | 30 de desembre de 2007 | Kitt Peak            | Spacewatch        |
| 456936 | 2007 YC53              | 30 de desembre de 2007 | Kitt Peak            | Spacewatch        |
| 456937 | 2007 YX53              | 12 d'octubre de 2007   | Anderson Mesa        | LONEOS            |
| 456938 | 2007 YV56              | 31 de desembre de 2007 | Catalina             | CSS               |
| 456939 | 2007 YY67              | 4 d'abril de 2005      | Mount Lemmon         | Mt. Lemmon Survey |
| 456940 | 2007 YH72              | 18 de desembre de 2007 | Mount Lemmon         | Mt. Lemmon Survey |
| 456941 | 2008 AG                | 31 de desembre de 2007 | Mount Lemmon         | Mt. Lemmon Survey |
| 456942 | 2008 AG5               | 18 de setembre de 2007 | Mount Lemmon         | Mt. Lemmon Survey |
| 456943 | 2008 AB17              | 10 de gener de 2008    | Kitt Peak            | Spacewatch        |
| 456944 | 2008 AO24              | 10 de gener de 2008    | Mount Lemmon         | Mt. Lemmon Survey |
| 456945 | 2008 AW29              | 4 de desembre de 2007  | Kitt Peak            | Spacewatch        |
| 456946 | 2008 AF32              | 13 de gener de 2008    | Catalina             | CSS               |
| 456947 | 2008 AX41              | 10 de gener de 2008    | Mount Lemmon         | Mt. Lemmon Survey |
| 456948 | 2008 AU51              | 11 de gener de 2008    | Kitt Peak            | Spacewatch        |
| 456949 | 2008 AJ55              | 11 de gener de 2008    | Kitt Peak            | Spacewatch        |
| 456950 | 2008 AD56              | 30 de desembre de 2007 | Kitt Peak            | Spacewatch        |
| 456951 | 2008 AZ56              | 11 de gener de 2008    | Kitt Peak            | Spacewatch        |
| 456952 | 2008 AP57              | 11 de gener de 2008    | Kitt Peak            | Spacewatch        |
| 456953 | 2008 AV57              | 11 de gener de 2008    | Kitt Peak            | Spacewatch        |
| 456954 | 2008 AT59              | 11 de gener de 2008    | Kitt Peak            | Spacewatch        |
| 456955 | 2008 AB62              | 11 de gener de 2008    | Kitt Peak            | Spacewatch        |
| 456956 | 2008 AR62              | 30 de desembre de 2007 | Kitt Peak            | Spacewatch        |
| 456957 | 2008 AR65              | 11 de gener de 2008    | Kitt Peak            | Spacewatch        |
| 456958 | 2008 AO68              | 11 de gener de 2008    | Mount Lemmon         | Mt. Lemmon Survey |
| 456959 | 2008 AS68              | 30 de desembre de 2007 | Mount Lemmon         | Mt. Lemmon Survey |
| 456960 | 2008 AU70              | 12 de gener de 2008    | Mount Lemmon         | Mt. Lemmon Survey |
| 456961 | 2008 AD79              | 12 de gener de 2008    | Kitt Peak            | Spacewatch        |
| 456962 | 2008 AN83              | 15 de gener de 2008    | Mount Lemmon         | Mt. Lemmon Survey |
| 456963 | 2008 AN87              | 12 de gener de 2008    | Andrushivka          | Andrushivka       |
| 456964 | 2008 AF89              | 30 de desembre de 2007 | Kitt Peak            | Spacewatch        |
| 456965 | 2008 AF92              | 1 de gener de 2008     | Kitt Peak            | Spacewatch        |
| 456966 | 2008 AQ95              | 30 de desembre de 2007 | Kitt Peak            | Spacewatch        |
| 456967 | 2008 AD97              | 14 de gener de 2008    | Kitt Peak            | Spacewatch        |
| 456968 | 2008 AG100             | 14 de gener de 2008    | Kitt Peak            | Spacewatch        |
| 456969 | 2008 AV101             | 20 de desembre de 2007 | Kitt Peak            | Spacewatch        |
| 456970 | 2008 AX108             | 31 de desembre de 2007 | Kitt Peak            | Spacewatch        |
| 456971 | 2008 AC113             | 17 de desembre de 2007 | Catalina             | CSS               |
| 456972 | 2008 AE118             | 13 de gener de 2008    | Kitt Peak            | Spacewatch        |
| 456973 | 2008 BS2               | 18 de gener de 2008    | Kitt Peak            | Spacewatch        |
| 456974 | 2008 BY6               | 31 de desembre de 2007 | Mount Lemmon         | Mt. Lemmon Survey |
| 456975 | 2008 BB12              | 20 de desembre de 2007 | Kitt Peak            | Spacewatch        |
| 456976 | 2008 BS19              | 30 de gener de 2008    | Kitt Peak            | Spacewatch        |
| 456977 | 2008 BN21              | 30 de gener de 2008    | Mount Lemmon         | Mt. Lemmon Survey |
| 456978 | 2008 BS30              | 15 de gener de 2008    | Mount Lemmon         | Mt. Lemmon Survey |
| 456979 | 2008 BE32              | 30 de gener de 2008    | Mount Lemmon         | Mt. Lemmon Survey |
| 456980 | 2008 BU33              | 19 de novembre de 2007 | Mount Lemmon         | Mt. Lemmon Survey |
| 456981 | 2008 BM34              | 30 de gener de 2008    | Kitt Peak            | Spacewatch        |
| 456982 | 2008 BS35              | 30 de gener de 2008    | Kitt Peak            | Spacewatch        |
| 456983 | 2008 BD38              | 19 de setembre de 2006 | Catalina             | CSS               |
| 456984 | 2008 BN49              | 30 de gener de 2008    | Mount Lemmon         | Mt. Lemmon Survey |
| 456985 | 2008 CW5               | 14 de desembre de 2007 | Catalina             | CSS               |
| 456986 | 2008 CE7               | 1 de febrer de 2008    | Kitt Peak            | Spacewatch        |
| 456987 | 2008 CU9               | 2 de febrer de 2008    | Mount Lemmon         | Mt. Lemmon Survey |
| 456988 | 2008 CQ14              | 3 de febrer de 2008    | Kitt Peak            | Spacewatch        |
| 456989 | 2008 CK17              | 3 de febrer de 2008    | Kitt Peak            | Spacewatch        |
| 456990 | 2008 CY27              | 10 de gener de 2008    | Mount Lemmon         | Mt. Lemmon Survey |
| 456991 | 2008 CS30              | 2 de febrer de 2008    | Kitt Peak            | Spacewatch        |
| 456992 | 2008 CM35              | 2 de febrer de 2008    | Kitt Peak            | Spacewatch        |
| 456993 | 2008 CU35              | 1 de gener de 2008     | Mount Lemmon         | Mt. Lemmon Survey |
| 456994 | 2008 CF42              | 2 de febrer de 2008    | Kitt Peak            | Spacewatch        |
| 456995 | 2008 CF45              | 11 de gener de 2008    | Mount Lemmon         | Mt. Lemmon Survey |
| 456996 | 2008 CO45              | 2 de febrer de 2008    | Kitt Peak            | Spacewatch        |
| 456997 | 2008 CC50              | 18 de desembre de 2007 | Mount Lemmon         | Mt. Lemmon Survey |
| 456998 | 2008 CH50              | 6 de febrer de 2008    | Catalina             | CSS               |
| 456999 | 2008 CJ50              | 6 de febrer de 2008    | Catalina             | CSS               |
| 457000 | 2008 CL51              | 7 de febrer de 2008    | Kitt Peak            | Spacewatch        |